# Contracultura da década de 1960

O sinal de paz (ou símbolo de paz), concebido e usado pela primeira vez no Reino Unido durante a Campanha para o desarmamento nuclear, mais tarde se tornou sinônimo de oposição à Guerra do Vietnã.

A contracultura da década de 1960 refere-se a um fenômeno cultural anti-establishment que se desenvolveu primeiro nos Estados Unidos da América e no Reino Unido, e depois se espalhou por grande parte do mundo ocidental, entre o início dos anos 1960 e meados dos anos 1970, em Londres, Nova York e mais tarde San Francisco sendo o foco das atividades da contracultura. O movimento ganhou impulso agregado conforme o movimento dos direitos civis afro-americano continuou a crescer, e se tornou revolucionário com a expansão da intervenção militar do governo dos EUA ao Vietnã.
Enquanto a década de 1960 avançava, as tensões sociais generalizadas também se desenvolveram relativas a outros assuntos, e tendiam a fluir ao longo das linhas geracionais em relação à sexualidade humana, os direitos das mulheres, os modos tradicionais das autoridades, a experimentação com drogas psicoativas, e interpretações divergentes do sonho americano.
Com os desdobramentos da era, novas formas culturais e uma subcultura dinâmica que celebrava a experimentação, encarnações modernas da boêmia, e a ascensão hippie e outros estilos de vida alternativos, surgiram. Este abraço de criatividade é particularmente notável nas obras de bandas na Invasão Britânica como os Beatles e cineastas cujas obras se tornaram muito menos restritas pela censura. Além das novas tendências como os Beatles, muitos outros artistas criativos, autores e pensadores, dentro e através de muitas disciplinas, ajudaram a definir o movimento da contracultura.
Vários fatores distinguiram a contracultura dos anos 1960 dos movimentos antiautoritários de épocas anteriores. O "baby boom" pós Segunda Guerra Mundial gerou um número sem precedentes de jovens potencialmente descontentes como participantes potenciais em um repensar de direção e sociedades democráticas e outras. Afluência do pós-guerra permitiu que a geração da contracultura movesse além do foco sobre as necessidades materiais da vida que tinham preocupado seus pais na época da Grande Depressão. A era também foi notável na medida em que uma parte significativa do conjunto de comportamentos e "causas" dentro do movimento maior foram rapidamente assimilados no seio da sociedade, particularmente nos EUA.
A era da contracultura essencialmente começou a sério com o assassinato do presidente americano John F. Kennedy é foi absorvida pela cultura popular com o término do envolvimento militar dos EUA nas insurgências comunistas do sudeste Asiático e no final da conscrição em 1973, e finalmente, com a renúncia do presidente Richard M. Nixon em agosto de 1974.
Muitos movimentos fundamentais nasceram ou avançaram dentro da contracultura dos anos 1960. Cada movimento é relevante dentro da era maior. O apoio mais importante por si só, independentemente mais da contracultura.
No sentido mais amplo, a contracultura dos anos 1960 cresceu de uma confluência de pessoas, ideias, eventos, questões, circunstâncias e desenvolvimentos tecnológicos que serviram como catalisadores intelectuais e sociais para a mudança excepcionalmente rápida durante a época.

## Plano de fundo

### Geopolítica do pós-guerra

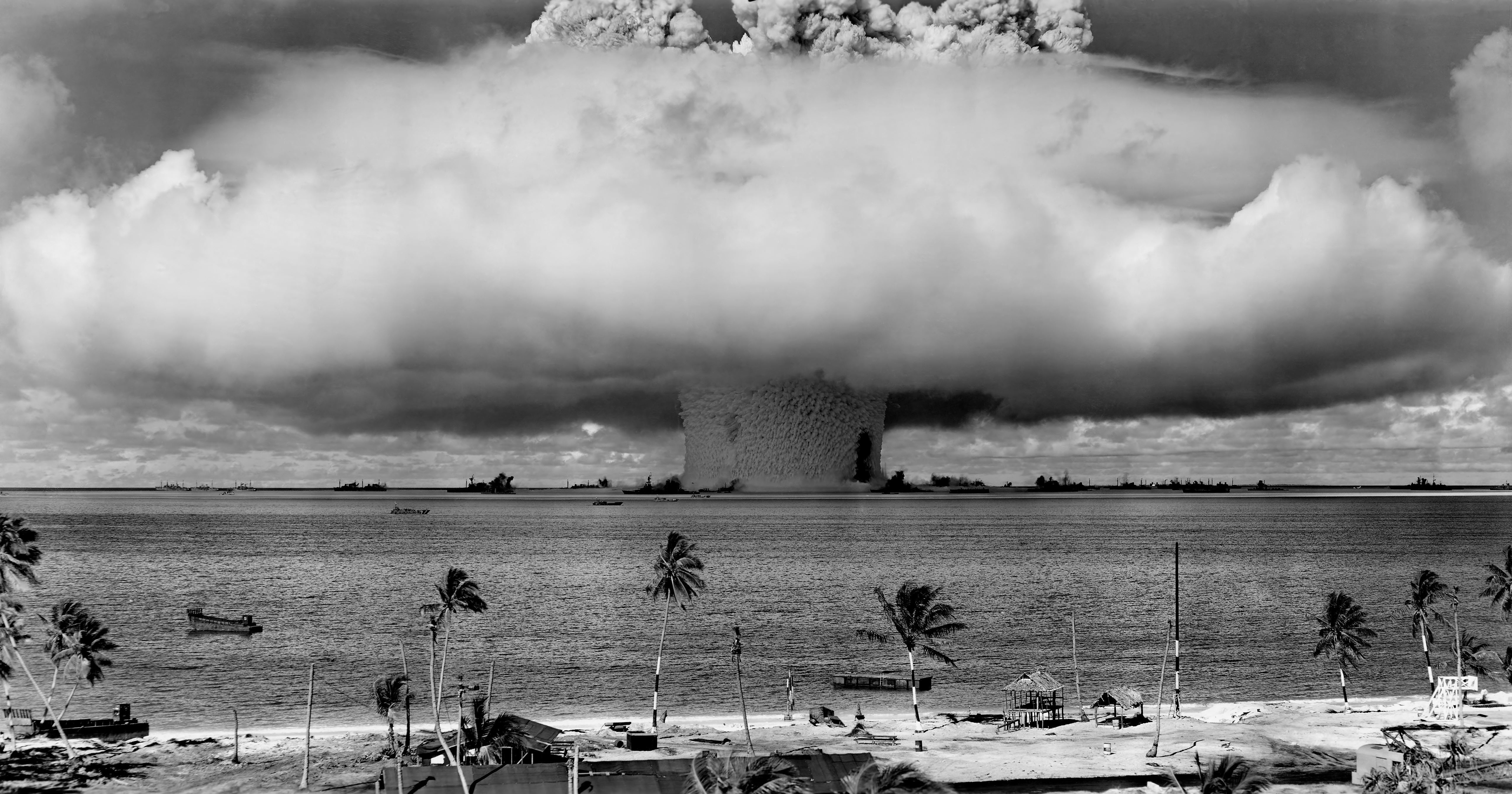
Teste atômico subaquático "Baker", Atol de Bikini, Oceano Pacífico em 1946

A Guerra Fria entre estados comunistas e estados capitalistas envolveu espionagem e preparação para a guerra entre nações poderosas, juntamente com a interferência política e militar pelos poderosos estados nos assuntos internos de nações menos poderosas. Maus resultados de algumas dessas atividades definiram o cenário para a desilusão, e a desconfiança de governos no pós-guerra. Os exemplos incluem respostas duras da União Soviética (URSS) às revoltas populares anticomunistas, como a Revolução Húngara de 1956, e a Primavera de Praga em 1968 na Checoslováquia, e a fracassada invasão da Baía dos Porcos de Cuba pelos EUA em 1961. A dissimulação inicial do presidente Dwight D. Eisenhower sobre a natureza do incidente com avião U2 em 1960 resultou no governo ser pego em uma mentira descarada nos mais altos níveis, e contribuiu para um cenário de crescente desconfiança da autoridade durante o período. O Tratado de Interdição Parcial de Ensaios Nucleares dividiu o establishment no EUA, em linhas políticas e militares. Divergências políticas internas relativas às obrigações do tratado no Sudeste Asiático (SEATO), especialmente no Vietnã, e debate sobre a forma como outras insurgências comunistas deveriam ser desafiadas, também criaram um racha e dissidências. No Reino Unido, o Caso Profumo também envolvendo líderes sendo pegos, levou a desilusão e serviu como um catalisador para o ativismo liberal. A crise dos mísseis de Cuba, que trouxe o mundo à beira de uma guerra nuclear em outubro de 1962, foi em grande parte fomentada por palavras e ações por parte da União Soviética. O assassinato do presidente estadunidense John F. Kennedy em novembro de 1963, as teorias relativas ao evento, levou à diminuir ainda mais a confiança no governo, inclusive entre os mais jovens.

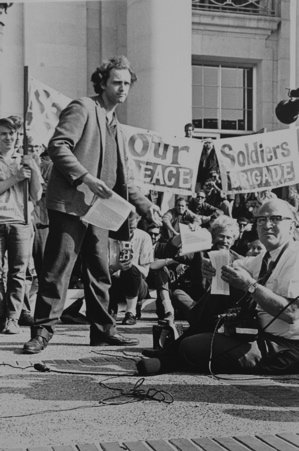
Ativista da liberdade de expressão Mario Savio nos degraus de Sproul Hall, Universidade da Califórnia Berkeley, 1966

### Questões sociais e chamadas à ação
Muitas questões sociais impulsionaram o crescimento do movimento de contracultura. Um deles era um movimento não violento nos Estados Unidos que procurou resolver ilegalidades constitucionais dos direitos civis, especialmente em relação geral a segregação racial, negação de longa data de direitos dos negros pelo governo de estados do sul dominados pelos brancos, e da discriminação racial no trabalho, habitação e acesso a lugares públicos, tanto no norte como no sul.
Em faculdades e universidades, estudantes ativistas lutaram pelo direito de exercer os seus direitos constitucionais fundamentais, especialmente a liberdade de expressão e liberdade de reunião.
Muitos ativistas da contracultura tomaram conhecimento da situação dos pobres, e as organizações comunitárias lutaram pelo financiamento de programas de combate à pobreza, em particular no sul e no interior das cidades nos Estados Unidos.
Ambientalismo cresceu com maior compreensão do dano contínuo causado pela industrialização, resultado da poluição, bem como a utilização equivocada de produtos químicos, como pesticidas com esforços para melhorar a qualidade de vida da população para um rápido crescimento. Autores como Rachel Carson desempenharam papéis fundamentais no desenvolvimento de uma nova consciência entre a população mundial da fragilidade do planeta terra, apesar da resistência de elementos estabelecidos em muitos países.
A necessidade de abordar os direitos das minorias como mulheres, gays, as pessoas com mobilidade reduzida, e muitos outros círculos eleitorais negligenciados dentro da população ganhou evidência conforme um número crescente de pessoas, principalmente jovens quebraram as limitações de 1950 e esforçaram-se para criar uma sociedade mais inclusiva e um panorama social tolerante.
A disponibilidade de formas novas e mais eficazes de controle de natalidade foi um meio fundamental da revolução sexual. A noção de "sexo recreativo" sem a ameaça de gravidez indesejada mudou radicalmente a dinâmica social e permitiu a homens e mulheres mais liberdade na seleção de estilos de vida sexuais fora dos limites do casamento tradicional. Com esta mudança de atitude, a década de 1990 a proporção de crianças nascidas fora do casamento aumentou de 5% para 25% para brancos e de 25% para 66% para os afro-americanos.

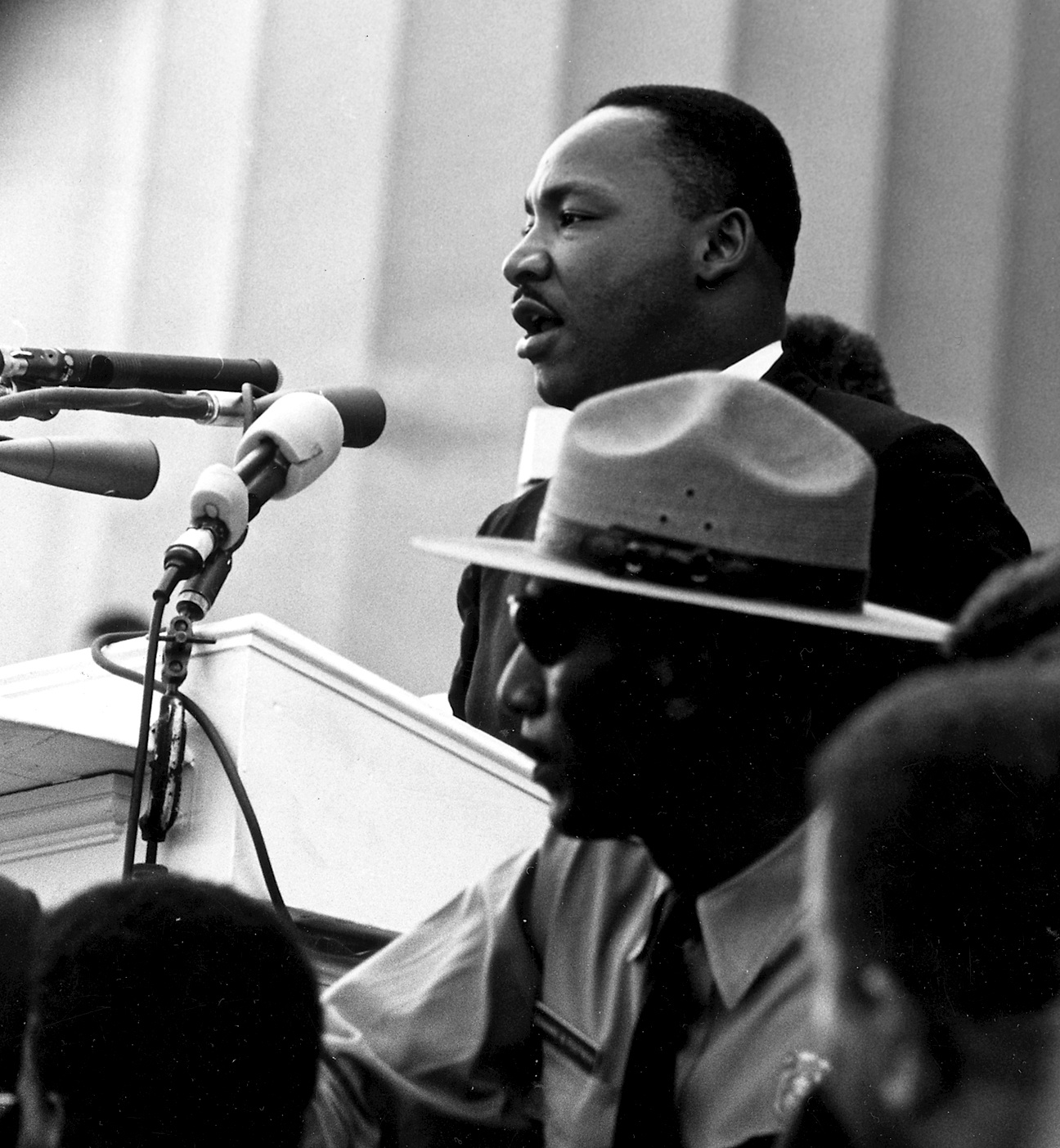
Discurso do Dr. King "Eu Tenho um Sonho", dado em frente ao Lincoln Memorial durante a Marcha sobre Washington em 1963

### Mídias emergentes

#### Televisão
Para aqueles nascidos após a Segunda Guerra Mundial, o surgimento da televisão como fonte de entretenimento e informação, bem como a expansão maciça associada ao consumismo conferido pela afluência do pós-guerra e encorajada pela publicidade foram os principais componentes na desilusão da juventude e da formulação de novos comportamentos sociais, assim como as agências de publicidade fortemente cortejavam o jovem mercado "hip". Nos EUA, quase em tempo real a cobertura de notícias de TV, na era dos direitos civis junto com a Campanha Birmingham, o caso do "Domingo Sangrento" das marchas de Selma a Montgomery e noticiários do Vietnã trouxeram imagens em movimento aterradoras da realidade sangrenta de conflitos armados nas salas de estar pela primeira vez.

#### Cinema novo
A revogação da execução nos EUA do Código Hays relativo à censura na produção cinematográfica, a utilização de novas formas de expressão artística do cinema europeu e asiático, e o advento de valores de produção modernos anunciaram uma nova era na produção,distribuição e exibição do cinema de arte, pornográfico e convencional. O fim da censura resultou em uma reforma completa da indústria do cinema ocidental. Com liberdade artística recém encontrada, uma geração de cineastas excepcionalmente talentosos da Nova Onda, trabalhando em todos os gêneros, trouxeram representações realistas de assuntos previamente proibidos a telas de cinema de bairro pela primeira vez, assim como os estúdios de cinema de Hollywood ainda eram considerados uma parte do establishiment por alguns elementos da contracultura.

#### Rádio novo
No fim da década de 1960, a rádio FM, outrora negligenciada, substituía a rádio AM como o ponto focal para a explosão contínua da música rock and roll, e tornou-se o nexo de notícias orientadas para os jovens e publicidade para a geração da contracultura.

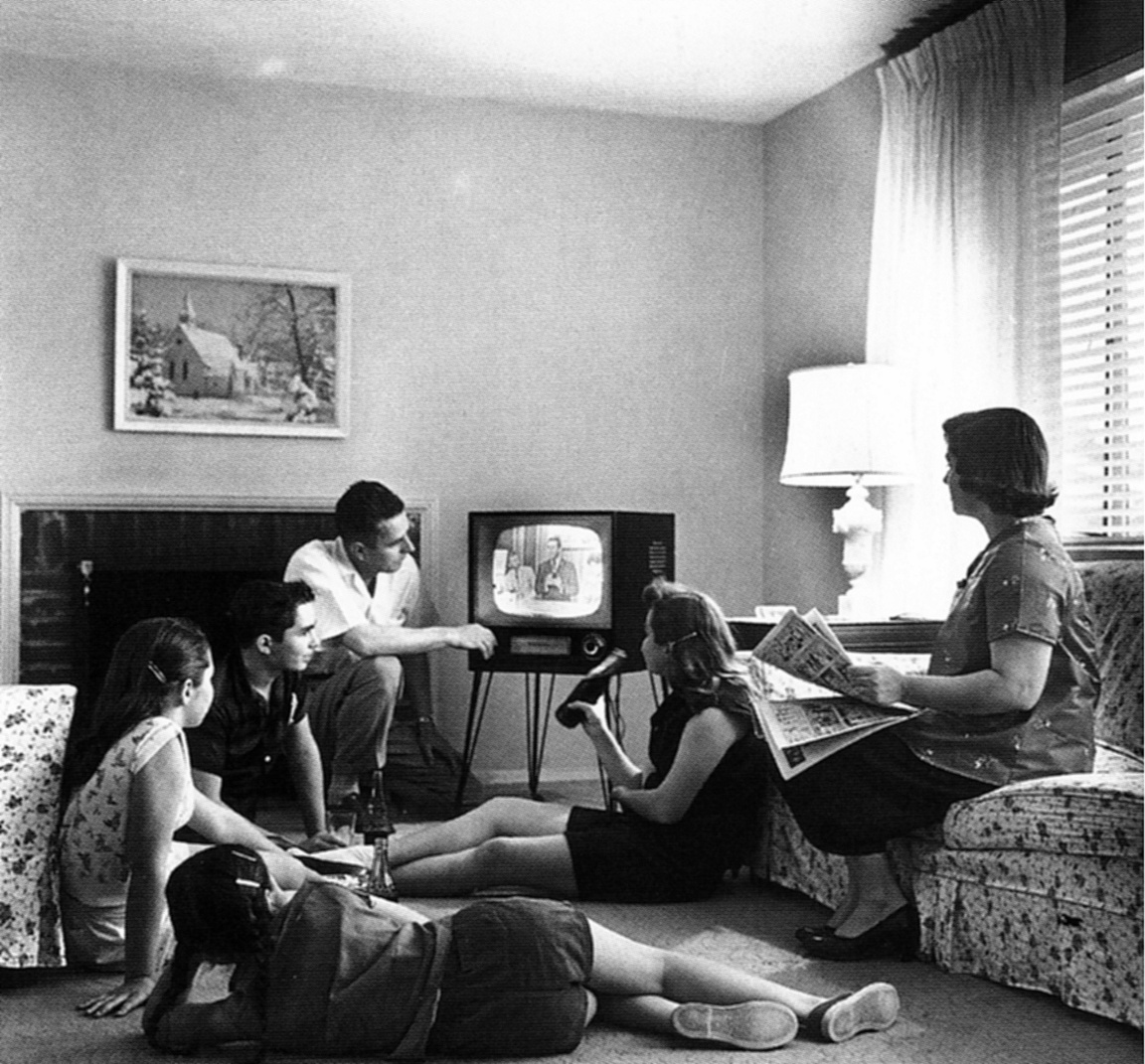
Uma família vê televisão, c. 1958

### Estilos de vida alternativos
Comunas, coletivos e comunidades intencionais recuperaram a popularidade durante esta época. As primeiras comunidades, como a Hog Farm, Quarry Hill, e Drop City nos EUA foram estabelecidas como tentativas agrárias simples de retornar à terra, viver livre de interferências e influências externas. Como a era progredia, muitas pessoas estabeleceram e povoaram novas comunidades em resposta a não só a desilusão com formas comunitárias padrão, mas também a insatisfação com certos elementos da própria contracultura. Algumas dessas comunidades auto-sustentáveis foram creditadas com o nascimento e a propagação do Movimento Verde internacional.
O surgimento de um interesse na expansão da consciência espiritual, yoga, práticas ocultas e aumento do potencial humano ajudou a mudar pontos de vista sobre a religião organizada durante a época. Em 1957, 69% dos residentes nos EUA consultados pela Gallup disseram que a religião estava aumentando em influência. No final dos anos 1960, as pesquisas indicaram menos de 20% mantinham essa crença.
O "Generation Gap", ou a divisão percebida inevitável na visão de mundo entre o velho e o novo, talvez nunca foi maior do que durante a era da contracultura. Uma grande medida do abismo geracional dos anos 1960 e início dos anos 1970 nasceu da rápida evolução da moda e tendências de penteados que foram prontamente aprovados pelos jovens, mas muitas vezes incompreendidos e ridicularizados pelos mais velhos. Estes incluíram o uso de cabelo muito longo por homens, o uso natural ou penteados "afro" por negros, a colocação de roupas reveladoras por mulheres em público, e a integração de roupas psicodélicas e regalia da curta duração da cultura hippie. Em última análise, o traje casual prático e confortável, ou seja, formas atualizadas das camisetas (muitas vezes Tie-dye, ou estampadas com declarações políticas ou publicitárias) e calças jeans azuis Levi Strauss tornaram-se o uniforme duradouro da geração. O predomínio da moda da contracultura terminou eficazmente com a ascensão da Disco e Punk rock nos anos 1970, assim como a popularidade global de camisetas, jeans e roupas casuais em geral continuaram a crescer.

#### Cultura da droga emergente na classe média
No mundo ocidental, o estatuto jurídico criminal em curso da indústria da droga recreativa foi fundamental para a formação de uma dinâmica social anti estabelecimento por alguns daqueles vindo durante a era da contracultura. A explosão do uso de maconha durante a era, em grande parte por estudantes nos campos universitários de rápida expansão, criou uma necessidade de atendimento para um número crescente de pessoas para conduzir os seus assuntos pessoais em segredo na aquisição e utilização de substâncias proibidas. A classificação da maconha como um narcótico, e a fixação de sanções penais severas para a sua utilização, dirigiu o ato de fumar maconha, e experimentação com substâncias em geral, no underground. Muitos começaram a viver uma vida em grande parte clandestina por causa de sua escolha de usar tais drogas e substâncias, temendo represálias por parte de seus governos.

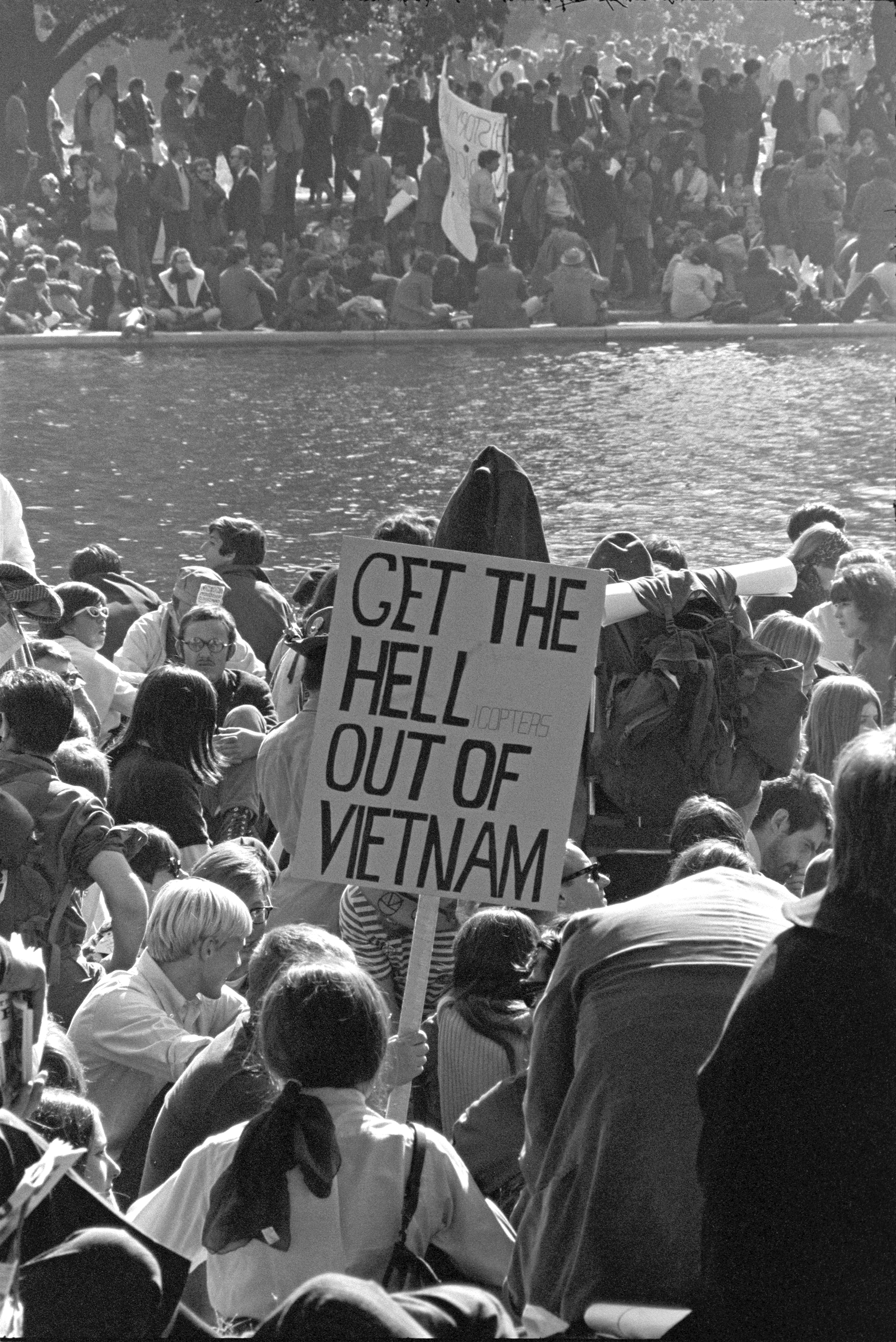
Manifestantes anti-guerra

### A aplicação da lei
Os confrontos entre estudantes universitários (e outros ativistas) e agentes da lei se tornou uma das marcas da época. Muitos jovens começaram a mostrar profunda desconfiança na polícia, e termos como "fuzz" e "porco" como epítetos depreciativos para a polícia reapareceram , e tornaram-se palavras-chave dentro do léxico da contracultura. A desconfiança da polícia foi baseada não só no medo da brutalidade policial durante protestos políticos, mas também sobre a corrupção generalizada da polícia - especialmente a fabricação de provas falsas, e aprisionamento imediato, em casos de drogas. Nos EUA, a tensão social entre os elementos da contracultura e aplicação da lei atingiu o ponto de ruptura, em muitos casos notáveis, incluindo: os protestos na Universidade de Columbia de 1968 em Nova York, protestos de 1968 na Convenção Nacional Democrata em Chicago, a detenção e prisão de John Sinclair, em Ann Arbor, Michigan, e os tiroteios na Kent State na Universidade de Kent, em Kent, Ohio. A prevaricação da polícia também foi um problema em curso no Reino Unido durante a época.

### A Guerra do Vietnã
A Guerra do Vietnã, e a divisão nacional prolongada entre apoiadores e opositores da guerra, foram sem dúvida os fatores mais importantes que contribuíram para o surgimento do movimento da contracultura.

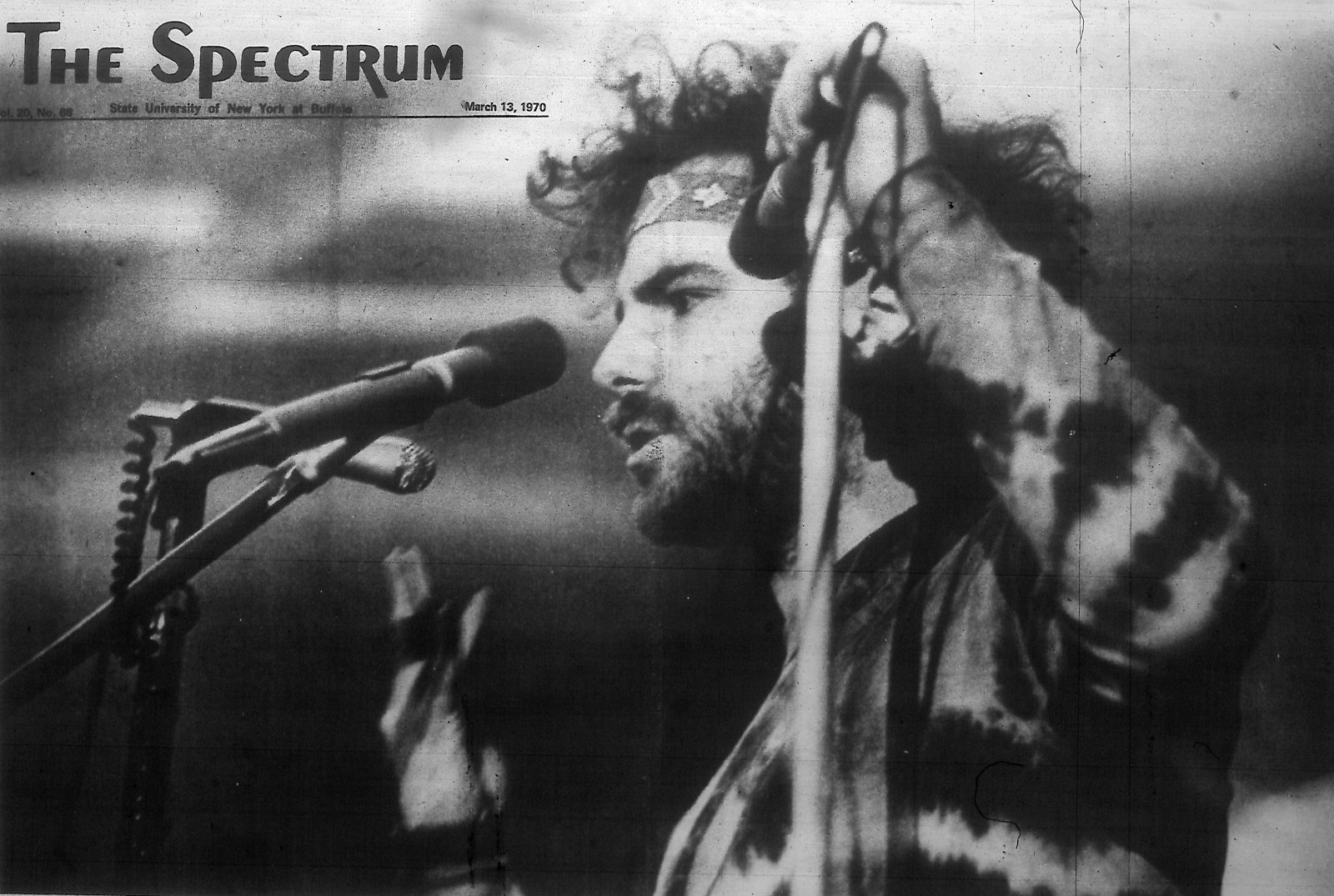
Jerry Rubin, Universidade de Buffalo, 10 de março de 1970

A afirmação amplamente aceita que a opinião anti-guerra foi realizada somente entre os jovens é um mito, mas enormes protestos contra a guerra que consistiram em milhares de pessoas, a maioria jovens em todas as grandes cidades dos Estados Unidos efetivamente uniram milhões contra a guerra e contra a política de guerra que prevaleceu com menos de cinco congressos e durante duas administrações presidenciais.

### Na Europa Ocidental
O movimento de contracultura atingiu a Europa Ocidental, em Londres, Amsterdã, Paris, Roma e Berlim Ocidental rivalizando com San Francisco e Nova York como centros da contracultura.

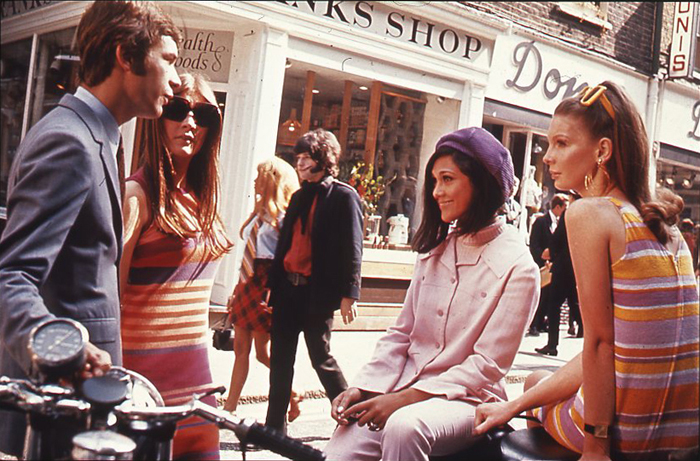
Carnaby Street, Londres, 1969

O movimento underground do Reino Unido foi ligado a crescente subcultura nos EUA e associada com o fenômeno hippie, gerando suas próprias revistas e jornais, moda, música, grupos e clubes. A figura do underground Barry Miles disse: "O underground foi um termo generalista para uma comunidade de indivíduos anti establishment, anti guerra, pró-rock'n'roll, a maioria dos quais tinham um interesse comum em drogas recreativas. Eles viram a paz, explorando uma área alargada de consciência, amor e experimentação sexual como mais digna de sua atenção do que entrar na corrida cotidiana. O estilo de vida consumista puro não era do seu agrado, mas eles não se opunham aos outros modos de viver. Mas, naquela época as classes médias ainda sentiam que tinham o direito de impor seus valores em todos os outros, o que resultou em conflito."
Nos Países Baixos, o Provo foi um movimento de contracultura que tinha como estratégia "provocar respostas violentas das autoridades usando a isca da não violência."
Na França, a greve geral centrada em Paris, em maio de 1968, uniu estudantes franceses,e quase derrubou o governo.
Kommune 1 ou K1 foi uma comuna na Alemanha Ocidental, e era conhecida por sua bizarras encenações de eventos que oscilam entre sátira e provocação. Estes eventos serviram de inspiração para o movimento "Espontaneísmo" e outros grupos de esquerda. No final do verão de 1968, a comuna se mudou para uma fábrica abandonada em Stephanstraße, a fim de reorientar. Esta segunda fase do Kommune 1 foi caracterizado por sexo, música e drogas. Em breve, a comuna estava recebendo visitantes de todo o mundo, incluindo Jimi Hendrix.

### Na Austrália

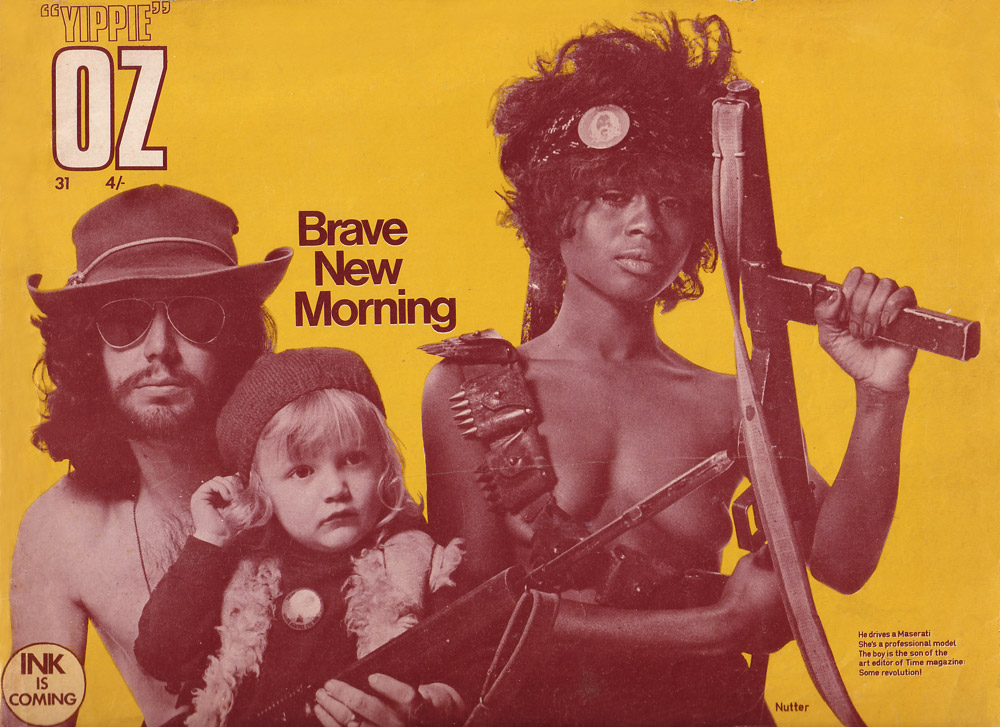
Oz número 31, capa

Revista Oz foi publicada como uma revista de humor satírico entre 1963 e 1969, em Sydney, Austrália, na seu segunda e mais conhecida encarnação, tornou-se uma revista "hippy psicadélica" 1967-1973 em Londres. Fortemente identificada como parte da imprensa underground, foi objeto de dois ensaios célebres de obscenidade, um na Austrália em 1964 e outra no Reino Unido em 1971.

### Na América Latina

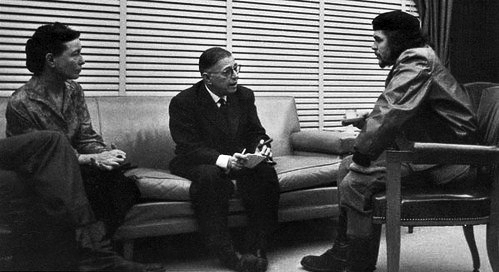
Três ícones radicais dos anos sessenta. Encontro entre Simone de Beauvoir, Jean-Paul Sartre e Ernesto "Che" Guevara em Cuba, em 1960

No México, a música rock foi vinculada na revolta da juventude da década de 1960. A Cidade do México, bem como cidades do norte, como Monterrei, Novo Laredo, Ciudad Juárez e Tijuana, foram expostas a música dos EUA. Muitas estrelas do rock mexicano tornaram-se envolvidas com a contracultura. A três dias do Rock Festival y Ruedas de Avándaro, realizada em 1971, foi organizado no vale de Avándaro perto da cidade de Toluca, uma cidade vizinha Cidade do México, e ficou conhecido como "O Woodstock mexicano". Nudez, uso de drogas, bem como a presença da bandeira dos EUA escandalizaram a sociedade mexicana conservadora a tal ponto que o governo reprimiu performances de rock and roll pelo resto da década. O festival, comercializado como prova da modernização do México, nunca esperou atrair as massas como se fez, e o governo teve de evacuar os participantes encalhados em massa no final. Isso ocorreu durante a era do presidente Luis Echeverría, uma época extremamente repressiva na história mexicana. Qualquer coisa que pudesse ser ligada a contracultura ou protestos estudantis foi proibida de ser transmitida em ondas públicas, com o governo temendo uma repetição dos protestos estudantis de 1968. Poucas bandas sobreviveram à proibição; embora as que fizeram, como Three Souls in my Mind (hoje El Tri), manteve-se populares devido em parte à sua adoção do espanhol em suas letras, mas principalmente como resultado de uma sequência dedicada ao underground. Enquanto grupos de rock mexicanos puderam finalmente executar publicamente por meados dos anos 1980, que bane a proibição de turnês no México por grupos estrangeiros, que durou até 1989.
O Cordobazo foi um levante civil na cidade de Córdoba, Argentina, no final de maio de 1969, durante a ditadura militar do general Juan Carlos Onganía, que ocorreu poucos dias após o Rosariazo, um ano após o maio de 68 francês. Contrariamente aos protestos anteriores, o Cordobazo não correspondia às lutas anteriores, encabeçados por marxistas líderes dos trabalhadores, mas pelos estudantes associados e trabalhadores na mesma luta contra o governo militar.

## Movimentos

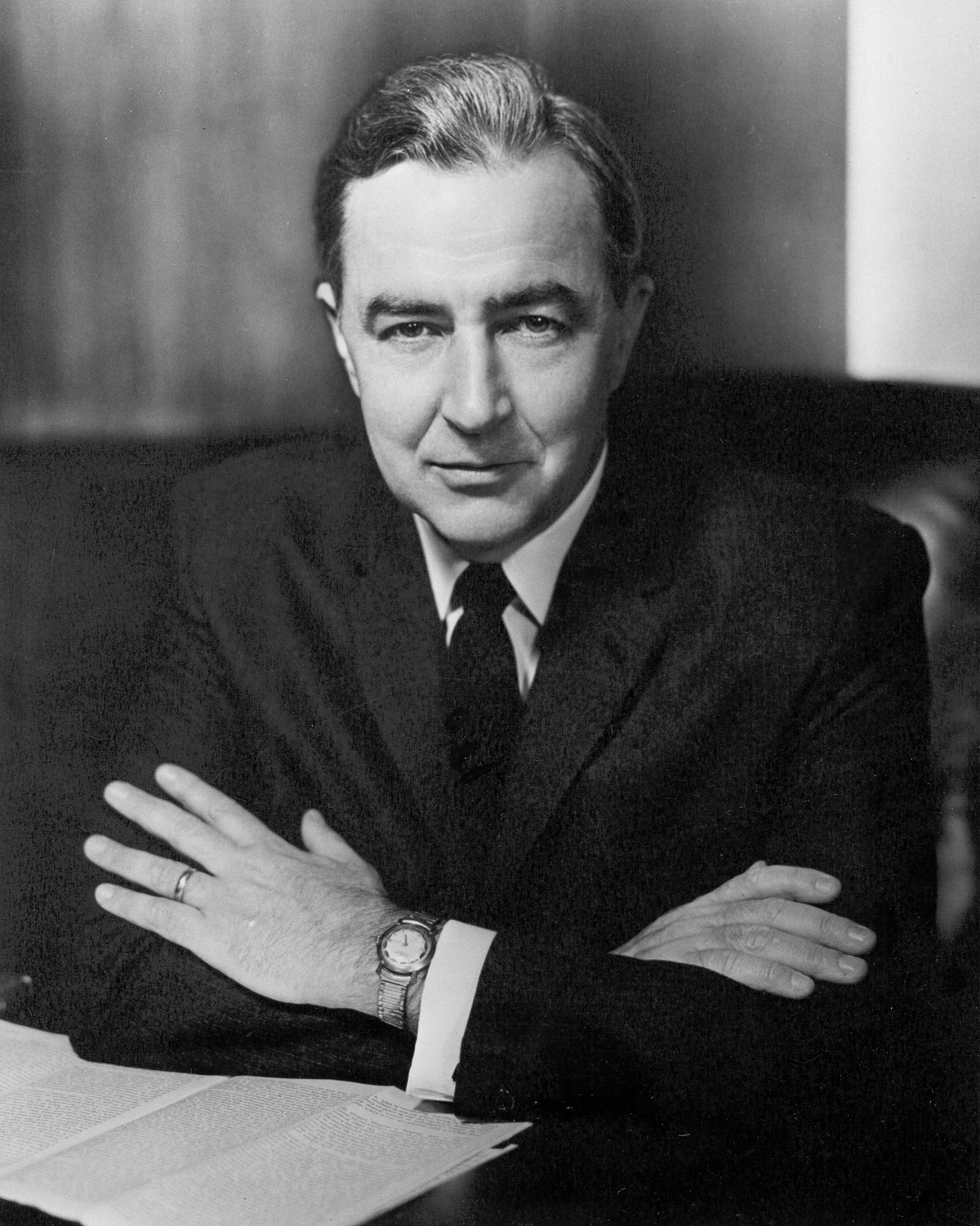
Senador dos EUA, Eugene McCarthy (D-MN), candidato antiguerra para o presidente em 1968

### Direitos Civis
Os Movimentos dos Direitos Civis nos EUA, um elemento chave do movimento da contracultura, envolveram o uso aplicado da não-violência para garantir que a igualdade de direitos, garantida pela Constituição dos Estados Unidos, seria aplicável a todos os cidadãos. Muitos estados ilegalmente negaram muitos destes direitos para os afro-americanos, e foram enfrentados com êxito no início e meados dos anos 1960 por vários movimentos não violentos.

### Liberdade de Expressão
Grande parte da contracultura dos anos 1960 se originou nos campi universitários. O movimento pela liberdade de expressão de 1964 na Universidade da Califórnia, em Berkeley, que teve suas raízes no movimento dos direitos civis no sul dos EUA, foi um dos primeiros exemplos. Em Berkeley um grupo de estudantes começou a se identificar como tendo interesses como uma classe que estava em desacordo com os interesses e as práticas da universidade e seus patrocinadores corporativos. Outros jovens rebeldes, que não eram estudantes, também contribuíram para o movimento pela liberdade de expressão.

### A Nova Esquerda

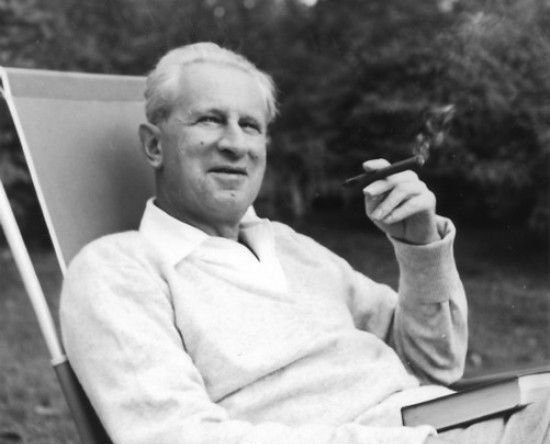
Herbert Marcuse, associado à escola de Frankfurt da teoria crítica, foi um pensador socialista libertário influente sobre os movimentos estudantis radicais da época filósofo da Nova Esquerda

A Nova Esquerda é um termo usado em diferentes países para descrever os movimentos de esquerda que ocorreram em 1960 e 1970. Eles diferem dos movimentos esquerdistas anteriores que tinham sido mais orientados para o trabalho de ativismo, e em vez disso adotando ativismo social. A "Nova Esquerda" dos EUA é associada com protestos em massa nos campus universitários e movimentos radicais de esquerda. A "Nova Esquerda" britânica foi um movimento impulsionado intelectualmente que tentou corrigir os erros percebidos dos partidos da "velha esquerda" no período pós Segunda Guerra Mundial. Os movimentos começaram a desacelerar em 1970, quando os ativistas comprometeram-se a projetos de partido, desenvolveram organizações de justiça social, movidas por identidades políticas ou estilos de vida alternativos, ou tornaram-se politicamente inativos.
O surgimento da Nova Esquerda na década de 1950 e 1960 levou a um renascimento do interesse no socialismo libertário. A crítica da Nova Esquerda ao autoritarismo da Velha Esquerda foi associada a um forte interesse em liberdade pessoal, autonomia (ver o pensamento de Cornelius Castoriadis) e levou a uma redescoberta das tradições socialistas mais antigas, como o comunismo de esquerda, o comunismo de conselhos, e os Trabalhadores Industriais do Mundo. A Nova Esquerda também levou a um renascimento do anarquismo. Revistas como Radical America e Black Mask na América, Solidarity, Big Flame e Democracy & Nature, sucedido pelo The International Journal of Inclusive Democracy, no Reino Unido, introduziu uma série de ideias libertárias de esquerda para uma nova geração. A ecologia social, autonomismo, e mais recentemente, a economia participativa (parecon), e democracia inclusiva surgiu a partir destes.
Uma onda de interesse popular no anarquismo ocorreu nas nações ocidentais durante os anos 1960 e 1970. O anarquismo foi influente na contracultura na década de 1960 e anarquistas participaram ativamente das revoltas de estudantes e trabalhadores da década de sessenta . Durante o IX Congresso da Federação Anarquista Italiana em Carrara em 1965, um grupo decidiu se separar desta organização e criou o Gruppi di Iniziativa Anarchica. Nos anos setenta, a maioria era composta de "anarquistas individualistas veteranos com uma orientação pacifista, naturismo, etc, ...". Em 1968, Carrara, Itália, a Internacional de Federações Anarquista foi fundada durante uma conferência internacional anarquista realizada lá em 1968 pelas três federações europeias existentes na França, Itália e a Federação Anarquista Ibérica, bem como a federação búlgara no exílio francês. Durante os acontecimentos de maio de 68, os grupos anarquistas ativos na França foram Fédération Anarchiste, Mouvement communiste libertaire, Union fédérale des anarchistes, Alliance ouvrière anarchiste, Union des groupes anarchistes communistes, Noir et Rouge, Confédération nationale du travail, Union anarcho-syndicaliste, Organisation révolutionnaire anarchiste, Cahiers socialistes libertaires, À contre-courant, La Révolution prolétarienne, e as publicações próximas de Émile Armand.
A Nova Esquerda nos Estados Unidos também inclui anarquistas, contraculturais e hippies relacionados com grupos radicais, como os Yippies que eram liderados por Abbie Hoffman, The Diggers e Up Against the Wall Motherfuckers. Ao final de 1966, os Diggers abriram lojas livres que simplesmente doavam seuss estoques, desde comida de graça, medicamentos gratuitos distribuídos, doação dinheiro, organizando concertos de música gratuitos, e executou obras de arte política. Os Diggers tomaram seu nome do original dos Diggers ingleses, liderados por Gerrard Winstanley e procuraram criar uma mini-sociedade livre de dinheiro e capitalismo. Por outro lado, os Yippies empregaram gestos teatrais, como apoiar um porco ("Pigasus o Imortal") como candidato para presidente em 1968, para zombar do status quo s social. Eles foram descritos como um movimento juvenil altamente teatral, anti-autoritário e anarquista da "política simbólica". Uma vez que eles eram bem conhecidos com teatro de rua e brincadeiras politicamente temáticos, muitos da velha esquerda política ignoravam ou denunciavam-nos. De acordo com a ABC News, "O grupo era conhecido por brincadeiras de teatro de rua e já foi referido como 'Groucho Marxistas'."

### Antiguerra
Em Trafalgar Square, Londres em 1958, em um ato de desobediência civil, 60,000-100,000 manifestantes compostos de estudantes e pacifistas convergiram no que viria a ser demonstrações "proíba a bomba".
A oposição à Guerra do Vietnã começou em 1964 no Estados Unidos, em campus universitários. O ativismo estudantil se tornou um tema dominante entre os baby boomers, crescendo para incluir muitos outros grupos demográficos. As isenções e adiamentos para as classes média e alta resultaram no alistamento de um número desproporcional de soldados pobres, da classe trabalhadora e das minorias. Livros contraculturais, como MacBird por Barbara Garson e grande parte da música da contracultura incentivavam um espírito de não-conformismo e anti estabelecimentarismo. Em 1968, um ano depois de uma grande marcha para as Nações Unidas em Nova York e um grande protesto contra o Pentágono serem realizados, a maioria das pessoas no país se opôs à guerra.

### Antinuclear

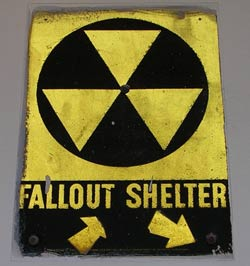
Um sinal que aponta para um velho abrigo nuclear em Nova Iorque

A aplicação da tecnologia nuclear, tanto como fonte de energia e como um instrumento de guerra, tem sido controversa.
Cientistas e diplomatas têm debatido a política de armas nucleares desde antes do bombardeio atômico de Hiroshima em 1945. O público tornou-se preocupado com o teste de armas nucleares em 1954, na ampla sequência de testes nucleares no Pacífico. Em 1961, no auge da Guerra Fria, cerca de 50.000 mulheres reunidas pelo grupo Women Strike for Peace marcharam em 60 cidades nos Estados Unidos para protestar contra as armas nucleares.. Em 1963, muitos países ratificaram o Tratado de Interdição Parcial de Ensaios Nucleares que proibia testes nucleares na atmosfera.
A oposição local à energia nuclear surgiu no início dos anos 1960, e no final de 1960 alguns membros da comunidade científica começaram a expressar suas preocupações. No início de 1970, houve grandes protestos sobre uma proposta de usina nuclear em Wyhl, Alemanha. O projeto foi cancelado em 1975 e o sucesso antinuclear em Wyhl, inspirou oposição a energia nuclear em outras partes da Europa e América do Norte. A energia nuclear tornou-se uma questão de grande protesto público na década de 1970.

### Feminismo
O papel das mulheres como donas de casa em tempo integral na sociedade industrial foi questionado em 1963, quando a feminista Betty Friedan publicou A Mística Feminina, dando impulso para o movimento de mulheres e influenciar o que muitos chamam segunda onda do feminismo. Outras ativistas, como Gloria Steinem e Angela Davis, organizaram, influenciaram, ou educaram muitas de uma nova geração de mulheres a endossar e ampliar o pensamento feminista. Feminismo ganhou mais prestigio dentro dos movimentos de protesto da década de 1960, conforme as mulheres em movimentos como Students for a Democratic Society rebelaram-se contra o papel de "apoio" ao qual tinham sido consignadas dentro da Nova Esquerda dominada pelos homens, bem como contra as manifestações e declarações de sexismo dentro de alguns grupos radicais. Em 1970 o panfleto Women and Their Bodies, logo se expandiu para o livro de 1971 Our Bodies, Ourselves, sendo particularmente influente em trazer a nova consciência feminista.

### Ambientalismo

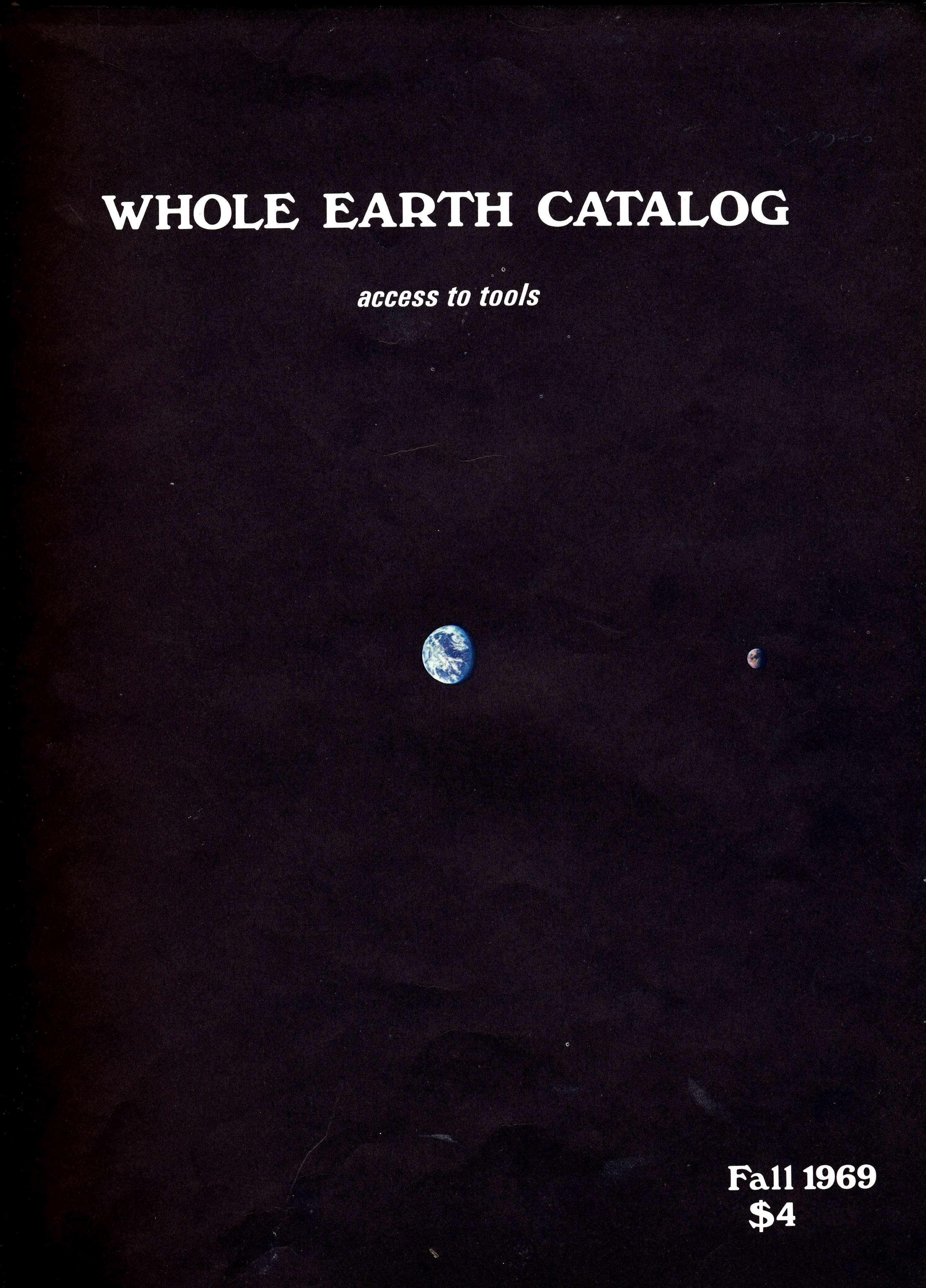
A capa inicial do Whole Earth Catalog mostra a Terra como visto por astronautas em viagem de volta da Lua

A contracultura dos anos 1960 abraçou a ética back to the land, e comunas da era frequentemente mudam se para das cidades para o campo. Livros influentes da década de 1960 incluem Silent Spring, de Rachel Carson e The Population Bomb, de Paul Ehrlich. Os ambientalistas da contracultura foram rápidos em compreender as implicações dos escritos de Ehrlich sob superpopulação, a previsão de Hubbert sobre o "pico do petróleo" e preocupações mais gerais sobre poluição, lixo, efeitos ambientais da Guerra do Vietnã, estilos de vida dependentes do automóvel e de energia nuclear. Mais amplamente, viram que os dilemas de energia e de alocação de recursos teriam implicações para geopolítica, estilo de vida, meio ambiente e outras dimensões da vida moderna. O tema "volta à natureza" já foi prevalente na contracultura da época do festival Woodstock em 1969, enquanto o primeiro Dia da Terra em 1970, foi significativo em trazer preocupações ambientais para a vanguarda da cultura jovem. No início da década de 1970, publicações orientadas a contracultura como o Whole Earth Catalog e The Mother Earth News eram populares, das quais emergiu o movimento back to the land. A contracultura da década de 1960 e início de 1970 foi a primeira a adotar práticas como a reciclagem e agricultura orgânica muito antes de eles se tornaram popularizadas. O interesse da contracultura em ecologia progrediu bem na década de 1970: particularmente influentes foram o eco anarquista da Nova Esquerda Murray Bookchin, Jerry Mander, crítico dos efeitos da televisão sobre a sociedade, Ernest Callenbach e seu romance Ecotopia, os escritos de ficção e não ficção de Edward Abbey, e o livro de economia Small is Beautiful, de Ernst Friedrich Schumacher.

### Libertação gay
Os motins de Stonewall foram uma série de violentas manifestações espontâneas, contra uma invasão da polícia, que teve lugar nas primeiras horas da manhã de 28 de junho de 1969, no Stonewall Inn, um bar gay no Greenwich Village, bairro de Nova York. Este é frequentemente citado como o primeiro exemplo na história dos EUA, de quando as pessoas na comunidade gay lutaram contra um sistema patrocinado pelo governo que perseguiu as minorias sexuais, e tornou-se o evento de definição que marcou o início dos movimentos civis LGBT nos Estados Unidos e ao redor do mundo.

## Cultura e estilos de vida

### Hippies
Após o Human Be-In em São Francisco, organizado em 14 de janeiro de 1967 pelo artista Michael Bowen, a atenção da mídia sobre a cultura foi totalmente ativada . Em 1967 a interpretação de Scott McKenzie da canção "San Francisco (Be Sure to Wear Some Flowers in Your Hair)" trouxe cerca de 100.000 jovens de todo o mundo a celebrar em São Francisco o "Summer of Love". Enquanto a música tinha sido originalmente escrita por John Phillips de The Mamas & the Papas para promover o Monterey Pop Festival em junho de 1967, tornou-se um sucesso instantâneo em todo o mundo (nº 4 nos Estados Unidos, nº 1 na Europa) e rapidamente transcendeu sua finalidade original.
As flower children de São Francisco, também chamados de "hippies" pelo colunista do jornal local Herb Caen, adotaram novos estilos de se vestir, experimentar drogas psicodélicas, viver em comunidade e desenvolver uma cena musical vibrante. Quando as pessoas voltaram para casa vindas do "The Summer of Love" esses estilos e comportamentos se espalharam rapidamente a partir de São Francisco e Berkeley para muitas cidades norte-americanas, canadenses e capitais europeias. Alguns hippies formaram comunas para viver tão longe fora do sistema estabelecido possível. Este aspecto da contracultura rejeitava o engajamento político com o mainstream, e seguindo o ditame de Timothy Leary a "Turn on, tune in, drop out", esperava mudar a sociedade por cair fora dela. Olhando em retrospecto para sua própria vida (como um professor de Harvard) antes de 1960, Leary interpretou-o por ter sido "um empregado institucional anônimo que dirigia para o trabalho todas as manhãs em uma longa fila de carros suburbanos e voltava para casa a cada noite e bebia martinis ... como vários milhões de robôs intelectuais,liberais, de classe média."
Conforme os membros do movimento hippie cresciam e moderavam suas vidas e seus pontos de vista, e especialmente após o envolvimento dos EUA na Guerra do Vietnã ter terminado em meados dos anos 1970, a contracultura foi largamente absorvida pelo mainstream, deixando um impacto duradouro sobre filosofia, moralidade, música, arte, saúde alternativa e dieta, estilo de vida e moda.
Além de um novo estilo de roupa, filosofia, arte, música e vários pontos de vista anti-guerra e anti-establishment, alguns hippies decidiram afastar-se da sociedade moderna e reassentar em fazendas, ou comunas. A primeira das comunas nos Estados Unidos era uma terra de 7 acres no sul do Colorado, chamada Drop City. De acordo com Timothy Miller,

Drop City reuniu a maioria dos temas que tinham estado em desenvolvimento em outras comunidades recentes- anarquia, pacifismo, liberdade sexual, isolamento rural, interesse em drogas, arte- e embrulharam-nas extravagantemente em uma comunidade como nenhuma outra existiu antes.
Muitos dos habitantes praticam atos como a reutilização de lixo e materiais reciclados para construir cúpulas geodésicas para abrigo e outros fins; usando várias drogas como maconha e LSD, e criando várias peças de Drop Art. Após o sucesso inicial de Drop City, visitantes levaram a ideia de comunas e espalharam. Outra comuna chamada "The Ranch" era muito semelhante à cultura Drop City, bem como novos conceitos como dar às crianças das comunas extensas liberdades conhecidas como "direitos das crianças".

### Maconha, LSD e outras drogas recreativas
Durante a década de 1960, este segundo grupo de usuários de LSD casuais evoluiu e se expandiu para uma subcultura que exaltou o simbolismo místico e religioso, muitas vezes gerado por efeitos poderosos da droga, e defendeu seu uso como método de elevar a consciência. As personalidades associadas com a subcultura, gurus, como o Dr. Timothy Leary e músicos de rock psicodélico, como o Grateful Dead, Jimi Hendrix, The Byrds, The 13th Floor Elevators, Ultimate Spinach, Janis Joplin, Crosby, Stills & Nash,The Doors, Blue Cheer, The Chambers Brothers, Country Joe and the Fish, Big Brother & The Holding Company, Jefferson Airplane e The Beatles, logo atraíram uma grande quantidade de publicidade, gerando ainda mais interesse em LSD.
A popularização do LSD fora do mundo da medicina foi acelerada quando indivíduos como Ken Kesey participaram em testes de drogas e gostaram do que viram. Tom Wolfe escreveu um relato amplamente lido destes primeiros dias de entrada de LSD para o mundo não acadêmico em seu livro The Electric Kool-Aid Acid Test, que documentou através dos campos, a viagem alimentada pelo ácido de Ken Kesey e os Merry Pranksters no ônibus psicodélico "Furthur" e mais tarde as festas de LSD "Acid Test" dos Pranksters. Em 1965, os laboratórios Sandoz pararam com suas remessas ainda legais de LSD para os Estados Unidos para a pesquisa e uso psiquiátrico, após um pedido do governo dos EUA preocupado com o seu uso. Em abril de 1966, o consumo de LSD se tornou tão difundido que a revista Time alertou sobre seus perigos. Em dezembro de 1966, o filme apelativo Hallucination Generation foi lançado. Logo em seguida The Trip em 1967 e Psych-Out em 1968.

#### Pesquisa psicodélica e experimentação
Como a maioria das pesquisas sobre psicodélicos começou na década de 1940 e 50, a experimentação pesada fez o seu efeito na década de 1960 durante esta época de mudança e movimento. Os investigadores foram ganhando reconhecimento e popularidade com a sua promoção de psicodelia. Isso realmente ancorado a mudança que instigadores da contracultura e seguidores começaram. A maioria das pesquisas foi realizada em institutos universitários renomados, como a Universidade de Harvard.
Timothy Leary e sua equipe de pesquisa de Harvard tinha esperanças de potenciais mudanças na sociedade. Sua pesquisa começou com cogumelos (psilocibina) e foi chamado o Harvard Mushroom Project. Os sujeitos deste pesquisa foram condenados na prisão Concord. Após as sessões de pesquisa, Leary fez um acompanhamento em cima. Ele constatou que "75% do ativada prisioneiros que foram libertados tinha ficado fora da cadeia." Ele acreditava que ele tinha resolvido o problema do crime da nação. Mas com muitos funcionários céticos, esta descoberta não foi promovida.
Por causa das experiências pessoais com esses medicamentos Leary e seus muitos colegas destacados, Aldous Huxley (the Doors of Perception) e Alan Watts (the Joyous Cosmology) acreditava que estes eram os mecanismos que poderiam trazer a paz, não só para o país mas o mundo. Paz em um tempo de guerra, o seu calendário parecia ser perfeito. Como suas pesquisas continuaram a mídia seguiu-os e publicaram seus trabalhos e documentado o seu comportamento, a tendência desta experimentação de drogas na contracultura começou.
Leary fez tentativas para trazer a consciência mais organizada para as pessoas interessadas nos estudos psicodélicos. Ele confrontou o comitê do Senado em Washington e recomendou para as faculdades para autorizar a realização de cursos de laboratório em psicodélicos. Ele observou que esses cursos iria "acabar com o uso indiscriminado de LSD e seriam os cursos mais populares e produtivos já oferecidos". Embora estes homens estavam buscando um esclarecimento final, a realidade acabou por se mostrar que o potencial que eles pensavam era que não poderia ser alcançado, pelo menos neste momento. A mudança buscava para o mundo não tinha sido permitido pelos sistemas políticos de todas as nações esses homens prosseguiram a sua pesquisa. Ram Dass afirma, "Tim e eu realmente tinha uma carta na parede sobre como em breve todo mundo estaria iluminado .... Descobrimos que uma mudança real é mais difícil. Nós minimizou o fato de que a experiência psicodélica não é para todos."
Leary e sua equipe de pesquisa foi encerrada em Harvard e em todos os lugares onde eles se mudaram ao redor do globo. Seu comportamento fora da lei e abordagem agressiva com essas drogas não resolveu bem com a lei. Autoridades não concordaram com esta promoção caótico de paz.
Pesquisa com drogas psicodélicas e aqueles que conduziam uma compreensão radical para a grande maioria do mundo. No entanto, ele criou uma mudança. Uma onda de curiosidade foi criada como resultado e a onda continua a inchar.

#### Ken Kesey e os Merry Pranksters
Ken Kesey e seus Merry Pranksters ajudaram a moldar o caráter desenvolvimento da contracultura dos anos 1960, quando eles embarcaram em uma viagem pelo país durante o verão de 1964 em um ônibus escolar psicodélico chamado "Furthur". Começando em 1959, Kesey tinha oferecido como objeto de pesquisa para ensaios clínicos financiados pelo projeto MKULTRA da CIA. Estes ensaios testaram os efeitos do LSD, a psilocibina, a mescalina, e outras drogas psicodélicas. Após os ensaios clínicos, Kesey continuou a fazer experiências por conta própria, e envolveu muitos amigos íntimos; coletivamente, eles ficaram conhecidos como "The Merry Pranksters". Os Pranksters visitaram Harvard LSD proponente Timothy Leary em Millbrook, retiro de Nova Iorque, e experimentação com LSD e outras drogas psicodélicas, principalmente como um meio de reflexão interna e de crescimento pessoal, tornou-se uma constante durante a viagem Prankster.
Os Pranksters criaram uma ligação direta entre a década de 1950, Geração Beat e da cena psicodélica dos anos 1960; o ônibus foi impulsionado pelo ícone beat Neal Cassady, poeta beat Allen Ginsberg estava a bordo por um tempo, e eles soltaram em um amigo de Cassady, autor beat Jack Kerouac - embora Kerouac recusou a participar na cena do Prankster. Após os Pranksters voltarem para a Califórnia, que popularizou o uso de LSD nos chamados "testes de ácido", que inicialmente foram realizadas na casa de Kesey em La Honda, Califórnia, e depois em muitos outros locais da Costa Oeste.

#### Outros psicodélicos
A experimentação com LSD, peiote, cogumelo alucinógeno, MDA, maconha e outras drogas psicodélicas tornou-se um componente importante da contracultura dos anos 1960, influenciando a filosofia, arte, música e estilos de se vestir. Jim DeRogatis escreveu que o peiote, um pequeno cacto que contém a mescalina alcaloide psicodélica, foi amplamente disponível em Austin, Texas, no centro contracultural, já em 1961.

### Revolução sexual
A revolução sexual (também conhecido como um tempo de "liberação sexual") foi um movimento social que desafiou os códigos tradicionais de comportamento relacionadas à sexualidade e relações interpessoais em todo o mundo ocidental de 1960 a 1980. A liberação sexual incluíram aumento aceitação de sexo fora do tradicional heterossexual, relações monogâmicas (principalmente o casamento). A contracepção e a pílula, a nudez pública, a normalização do sexo antes do casamento, homossexualidade e formas alternativas de sexualidade, e a legalização do aborto.

### Mídia alternativa
Imprensa underground surgiu na maioria das cidades e cidades universitárias, servindo para definir e comunicar a gama de fenômenos que definiram a contracultura: oposição política radical ao "Establishment", colorido experimental (e muitas vezes explicitamente influenciado por drogas) abordagens para a arte, música e cinema, e indulgência desinibida em sexo e drogas como um símbolo da liberdade. Os papéis também incluíram muitas vezes bandas desenhadas, a partir do qual o comic underground eram uma conseqüência.

### Esportes de discos alternativos (Frisbee)

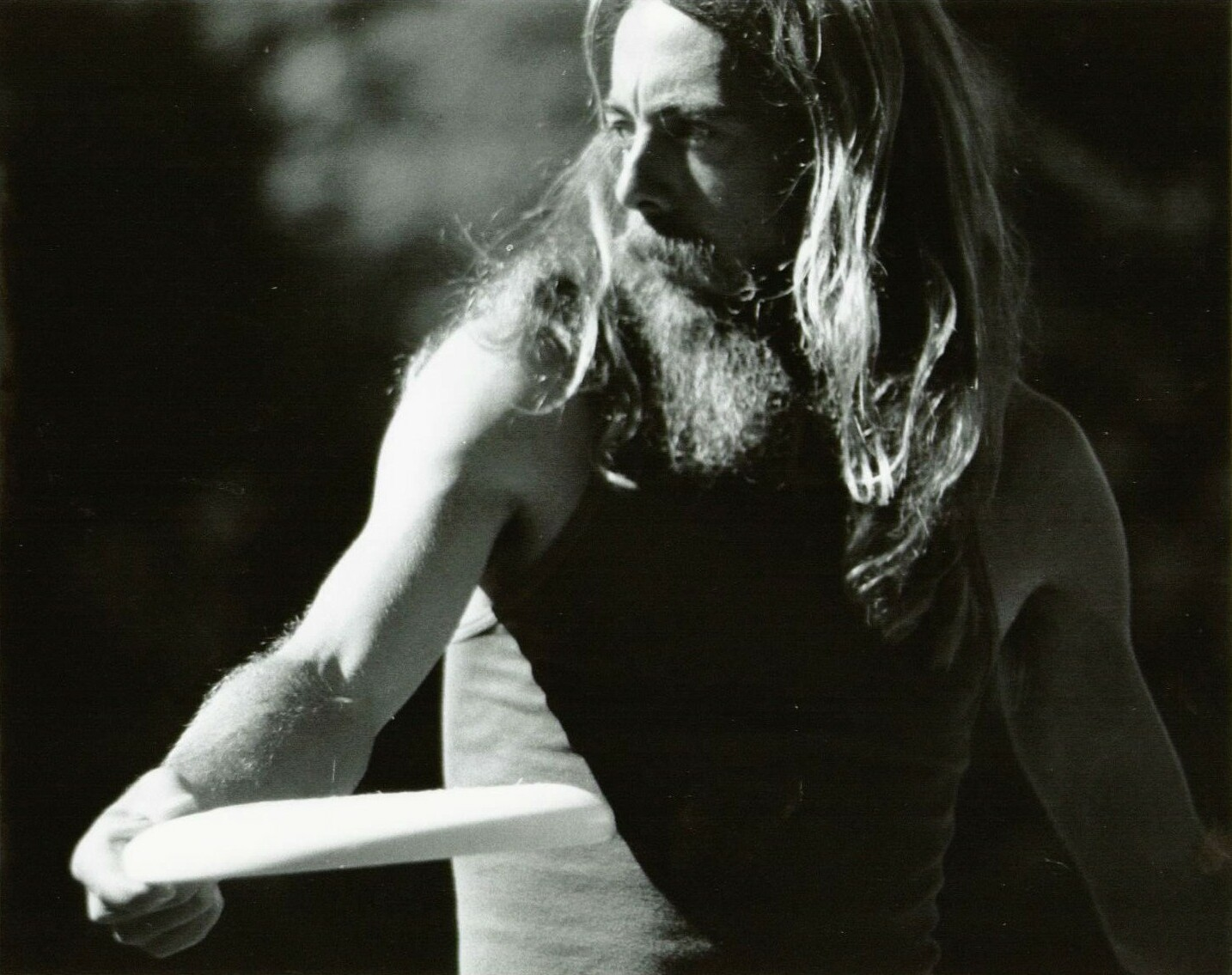
Ícone do frisbee e esportes de discos alternativos de 1960, Ken Westerfield

Como número de jovens tornou-se alienados de normas sociais, eles resistiram e procurou alternativas. As formas de fuga e resistência manifestam de muitas maneiras, incluindo o ativismo social, estilos de vida alternativos, vestido, música e atividades recreativas alternativas, incluindo a de atirar um Frisbee. De Hippies jogando o Frisbee em festivais e concertos para esportes de hoje disco populares.. Esportes de disco, como frisbee freestyle, double disc court, disco guts, ultimate, disc golf e tornou-se este esportes de grandes eventos.

### Arte de vanguarda e anti arte
A Internacional Situacionista era um grupo restrito de revolucionários internacional, fundada em 1957, e que teve seu auge em sua influência sobre as greves sem precedentes, greves selvagens geral em maio de 1968 na França. Com as suas ideias enraizadas no marxismo e as vanguardas artísticas europeias do século XX, eles defendiam experiências de vida sendo alternativa para aqueles admitidos por ordem capitalista, para a realização de desejos primitivos humanos e a busca de uma qualidade passional superior. Para este efeito, eles sugeriram e experimentaram com a construção de situações, ou seja, a criação de ambientes favoráveis para o cumprimento de tais desejos. Usando métodos extraídos das artes, eles desenvolveram uma série de campos experimentais de estudo para a construção de tais situações, como o urbanismo unitário e psicogeografia. Eles lutaram contra o principal obstáculo ao cumprimento de tal vida passional superior, identificado por eles no capitalismo avançado. O seu trabalho teórico atingiu o pico no altamente influente livro A Sociedade do Espetáculo de Guy Debord. Debord argumentou em 1967 que as características espetaculares, como meios de comunicação e publicidade têm um papel central em uma sociedade capitalista avançada, o que é para mostrar uma falsa realidade, a fim de mascarar a degradação capitalista real da vida humana. Raoul Vaneigem escreveu A revolução da vida quotidiana que leva o campo da "vida cotidiana", como o terreno sobre o qual a comunicação e a participação pode ocorrer, ou, como é mais comumente o caso, ser pervertida e captada em pseudo formas.
Fluxus - um nome tirado de uma palavra latina que significa "fluir" - é uma rede internacional de artistas, compositores e designers conhecida por misturar diferentes meios e disciplinas artísticas na década de 1960. Eles têm sido ativos em Neodadaísmo música noise, artes visuais, literatura, planejamento urbano, arquitetura e design. Fluxus é frequentemente descrito como intermídia, um termo cunhado pelo artista Fluxus Dick Higgins em um famoso ensaio 1966. Fluxus encorajados a simplicidade estética "do-it-yourself", e avaliado em mais complexidade. Dadaísmo como antes, Fluxus incluído uma forte corrente de anticomercialismo e uma sensibilidade anti arte, depreciando o mundo da arte convencional orientada para o mercado em favor de uma prática criativa centrada no artista. Como artista Fluxus Robert Filliou escreveu, no entanto, Fluxus diferia Dadaísmo no seu conjunto mais rico de aspirações, e as aspirações sociais e comunitárias positivas do Fluxus superaram a tendência anti arte que marcou também o grupo.
Na década de 1960, o grupo de arte de Black Mask influenciado pelo Dadaísmo declarou que a arte revolucionária deve ser "parte integrante da vida, como na sociedade primitiva, e não um apêndice para a riqueza." Black Mask disruptura em eventos culturais em New York por dando confeccionados folhetos de eventos de arte para os moradores de rua com a atração de bebidas gratuitas. Depois, os Motherfuckers cresceram a partir de uma combinação de Black Mask e outro grupo chamado Angry Arts. Up Against the Motherfuckers (muitas vezes referida como simplesmente "the Motherfuckers", ou UAW/MF) era um grupo de afinidade anarquista com sede em Nova York.

### Música
"Os anos 60 foram um salto na consciência humana. Mahatma Gandhi, Malcolm X, Martin Luther King, Che Guevara, Madre Teresa, que liderou uma revolução da consciência. Os Beatles, The Doors, Jimi Hendrix criou revolução e evolução de temas. A música era como Dalí, com muitas cores e formas revolucionárias. A juventude de hoje deve ir lá para encontrar-se."

- Carlos Santana

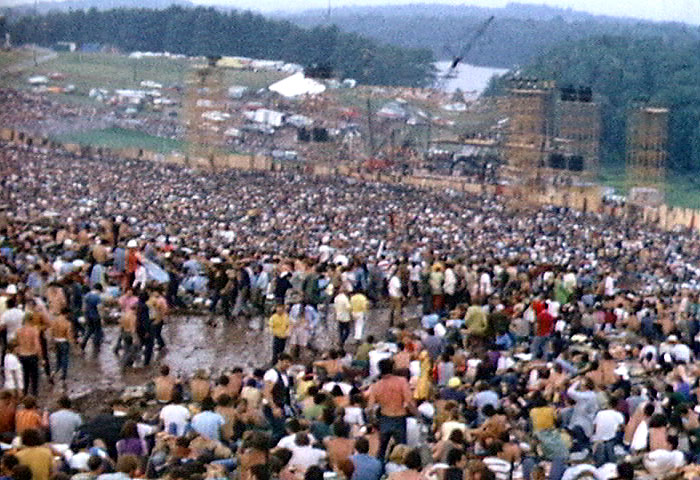
Uma pequena parte da multidão de, após a chuva, Woodstock, Estados Unidos, agosto de 1969

Durante o início da década de 1960, nova onda da Grã-Bretanha de músicos ganhou popularidade e fama nos Estados Unidos. Artistas como os Beatles abriram o caminho para os seus compatriotas para entrar no mercado dos EUA. Os Beatles si foram influenciados por muitos artistas, entre eles cantor americana/compositor Bob Dylan, que foi uma inspiração lírica, bem como a sua introdução à maconha. No início da carreira de Dylan como um cantor de protestos tinha sido inspirada por artistas como Pete Seeger e seu herói Woody Guthrie. Outros cantores populares, como Joan Baez e Peter, Paul and Mary, tomaram as músicas da era das novas audiências e reconhecimento público..
A música da década de 1960 mudou-se para uma versão elétrica, psicodélico de rock, graças em grande parte à decisão de Bob Dylan a tocar uma guitarra elétrica no Newport Folk Festival de 1965. O som elétrico recém popularizado do rock foi então construído e moldado em rock psicodélico por artistas como os The 13th Floor Elevators e bandas britânicas Pink Floyd e os Beatles. Pet Sounds álbum de 1966 dos The Beach Boys também abriu o caminho para mais tarde atos hippies, com a escrita de Brian Wilson interpretado como um "fundamento por amor e compreensão." Pet Sounds serviu como uma importante fonte de inspiração para outros atos contemporâneos, sobretudo inspirando diretamente os Beatles Sgt. Pepper's Lonely Hearts Club Band. O single "Good Vibrations" subiu para número um a nível mundial, mudando completamente a percepção do que um registro poderia ser. Foi durante este período que o álbum Smile muito aguardado era para ser lançado. No entanto, o projeto entrou em colapso e The Beach Boys lançou uma versão rebaixada chamada Smiley Smile, que não conseguiu fazer um grande impacto comercial, mas também foi muito influente, mais notavelmente em Pete Townshend do The Who.
Os Beatles tornor se expoentes comerciais mais proeminentes da "revolução psicodélica" (por exemplo,Revolver, Sgt. Pepper's Lonely Hearts Club Band e Magical Mystery Tour) no final de 1960. Nos Estados Unidos, bandas que exemplificaram a contracultura estavam se tornando grandes comerciais e sucessos do mainstream. Estes incluíram The Mamas & the Papas (If You Can Believe Your Eyes and Ears), Big Brother and the Holding Company (Cheap Thrills), Jimi Hendrix (Are You Experienced), Jefferson Airplane (Surrealistic Pillow), The Doors (The Doors) e Sly and the Family Stone (Stand!). Bandas e outros músicos, como o Grateful Dead, Phil Ochs, Quicksilver Messenger Service, Melanie, Frank Zappa, Santana, e Blues Project foram consideradas chave para o movimento da contracultura.
Enquanto a cena hippie nasceu na Califórnia, uma cena mais ousado surgiu em New York que colocar mais ênfase na avant-garde e música art. Bandas como The Velvet Underground saiu da cena musical underground, que foi predominantemente centrada na lendária fábrica de Andy Warhol. The Velvet Underground forneceu a música para o Exploding Plastic Inevitable, uma série de eventos multimídia encenados por Warhol e seus colaboradores em 1966 e 1967. As letras de The Velvet Underground foram consideradas ousadas para a época, uma vez que eles discutiram fetichismo sexual, identidade transgênero, e o uso de medicamentos associados com a Factory de Warhol e seus superstars.

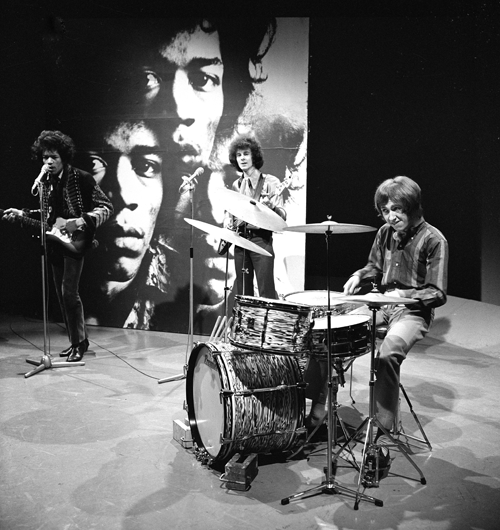
The Jimi Hendrix Experience performance para o programa de televisão holandesa show Fenklup em março de 1967

A MC5 de Detroit também saiu da cena da música rock underground dos anos 1960. Eles introduziram uma evolução mais agressiva do rock de garagem que foi muitas vezes fundido com letras sociopolíticas e contraculturais da época, como na canção "Motor City Is Burning" (um cover de John Lee Hooker adaptada a história de Detroit Race Riot de 1943 para o motim de Detroit de 1967). MC5 tinha laços com organizações esquerdistas radicais como "Up Against the Wall Motherfuckers" e John Sinclair White Panther Party, e MC5 realizou uma longa série antes da Convenção Nacional Democrata de 1968 em Chicago, onde um motim infame posteriormente eclodiu entre a polícia e estudantes que protestavam contra a Guerra do Vietnã e os recentes assassinatos de Martin Luther King, Jr e Robert Kennedy. MC5, The Stooges e do referido Velvet Underground, agora são vistos como uma influência sobre o som protopunk que levaria ao punk rock e heavy metal no final de 1970.
Outro foco da contracultura dos anos 1960 era Austin, Texas, com dois dos locais da lendária música da época Vulcan Gas Company e a Armadillo World Headquarters e talento musical de Janis Joplin, a 13th Floor Elevators, Shiva's Headband, o Conqueroo, e, depois, Stevie Ray Vaughan. Austin também foi o lar de uma grande movimento ativista da nova esquerda, um dos primeiros trabalhos do underground, The Rag, a vanguarda de artistas gráficos da Fabulous Furry Freak Brothers criado por Gilbert Shelton, pioneiro do underground comix Jack Jackson (Jaxon), e o artista tatu surrealista Jim Franklin.
A década de 1960 foi também uma época de festivais de rock, que desempenhou um papel importante na divulgação da contracultura em todos os EUA. O Monterey Pop Festival, que lançou a carreira de Jimi Hendrix nos EUA, foi um dos primeiros desses festivais. Em 1968-1970 o Isle of Wight Festival da Grã-Bretanha atraiu grandes nomes como The Who, The Doors, Joni Mitchell, Hendrix, Dylan, e outros. Em 1969 o Festival de Woodstock, no estado de Nova York tornou-se um símbolo do movimento, embora em 1970 o Isle of Wight Festival atraiu uma multidão maior. Alguns acreditam que a era chegou a um fim abrupto com o infame Altamont Free Concert realizado por The Rolling Stones, em que a segurança de mão pesada dos Hells Angels resultou no esfaqueamento de um membro da audiência, aparentemente em defesa própria, como o show caiu no caos.

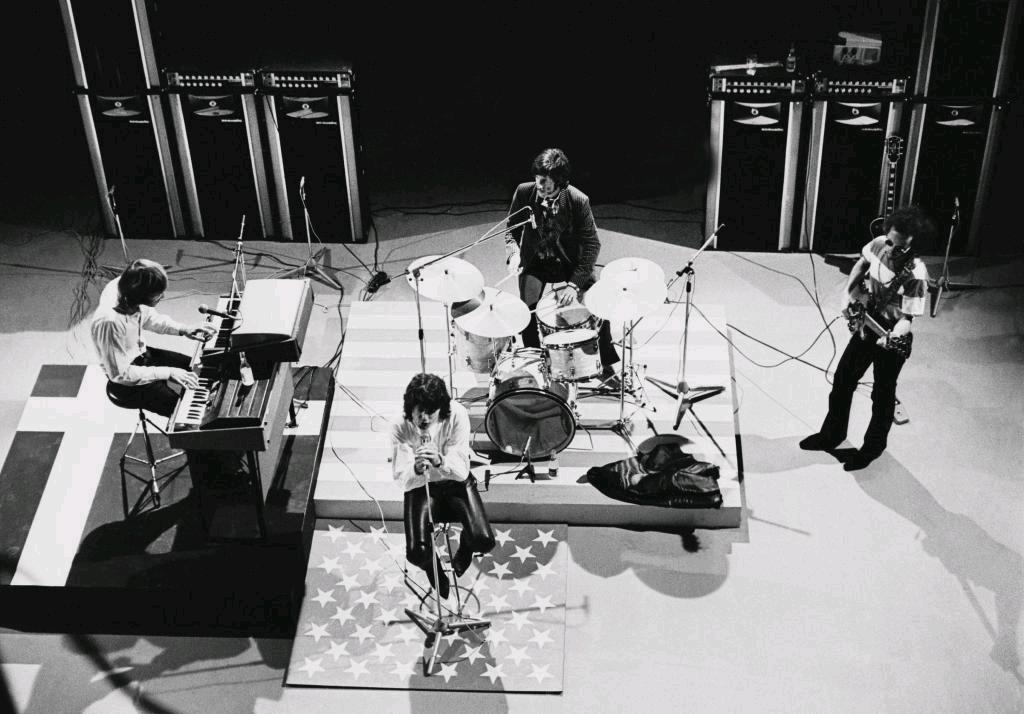
The Doors espetáculo para a televisão dinamarquesa em 1968

Como a revolução psicodélica progrediu, letra da música ficava mais complexa, (como Jefferson Airplane "White Rabbit" [161]). Albums longo-playing artistas permitiu fazer mais declarações em profundidade do que poderia ser feito em apenas uma única música (como os Mothers of Invention satírico Freak Out!). Mesmo as regras que regem canções individuais foram esticadas, e singles com duração superior a três minutos, surgiu, como Dylan de "Like a Rolling Stone", Arlo Guthrie "Alice's Restaurant", e Iron Butterfly 17 minutos de duração "In-A-Gadda-Da-Vida.".
A década de 1960 viu a canção de protesto ganhar um sentido político de auto-importância, com Phil Ochs de "I Ain't Marching Anymore" e Country Joe and the Fish "I-Feel-Like-I'm-Fixin'-to-Die-Rag" entre os muitos hinos anti-guerra que eram importantes para a época.
Free jazz é uma abordagem à música jazz que foi desenvolvido pela primeira vez na década de 1950 e 1960. Embora a música produzida por compositores de free jazz variou muito, a característica comum era um descontentamento com as limitações do bebop, hard bop e jazz modal, que tinha desenvolvido na década de 1940 e 1950. Cada um em sua própria maneira, os músicos de free jazz tentaram alterar, estender ou quebrar as convenções do jazz, muitas vezes, descartando recursos até então invariáveis do jazz, tais como mudanças de acordes fixos ou tempos. Embora geralmente considerado experimental e vanguarda, free jazz também oposta foi concebido como uma tentativa de retornar ao seu jazz "primitivo", raízes muitas vezes religiosas, e ênfase na improvisação coletiva. O free jazz está fortemente associada com as inovações de 1950 de Ornette Coleman e Cecil Taylor e as obras posteriores do saxofonista John Coltrane. Outros pioneiros importantes incluíram Charles Mingus, Eric Dolphy, Albert Ayler, Archie Shepp, Joe Maneri e Sun Ra. Embora hoje "free jazz" é o termo geralmente usado, muitos outros termos foram usados para descrever o movimento vagamente definido, incluindo "vanguarda", "música de energia" e "The New Thing". Durante o seu início e auge em meados dos anos 60, muito free jazz foi liberado por selos estabelecidos, como Prestige, Blue Note e Impulse, bem como independentes, tais como ESP-Disk e BYG Actuel. A improvisação livre ou música livre é música improvisada, sem quaisquer regras para além da lógica ou inclinação do músico(s) envolvido. O termo pode referir-se tanto uma técnica (empregado por qualquer músico em qualquer gênero) e como um gênero reconhecível em seu próprio direito. improvisação livre, como um gênero de música, desenvolvido nos EUA e na Europa em meados da década de 1960, em grande parte como uma consequência do free jazz e músicas modernas clássicas. Nenhum de seus expoentes primários pode ser dito para ser famoso dentro do mainstream; no entanto, em círculos experimentais, uma série de músicos livres são bem conhecidos, incluindo saxofonistas Evan Parker, Anthony Braxton, Peter Brötzmann e John Zorn, o baterista Christian Lillinger, trombonista George Lewis, guitarristas Derek Bailey, Henry Kaiser e Fred Frith e os grupos de improvisação os Art Ensemble of Chicago e AMM.
O Allmusic Guide afirma que "até por volta de 1967, os mundos do jazz e rock foram quase completamente separados". O termo "jazz-rock" (ou "jazz/rock") é frequentemente utilizado como um sinônimo para o termo "jazz fusion". No entanto, alguns fazem uma distinção entre os dois termos. Os The Free Spirits têm sido algumas vezes citados como a banda de jazz-rock mais antiga. Durante a década de 1960, ao mesmo tempo que os músicos de jazz foram experimentando com ritmos de rock e instrumentos elétricos, grupos de rock, como Cream e o Grateful Dead estavam "começando a incorporar elementos de jazz em sua música" por "experimentar com extensão a improvisação de forma livre". Outros "grupos tais como Blood, Sweat & Tears diretamente emprestados a harmônica, melódica, rítmica e elementos de instrumentação da tradição do jazz". Os grupos de rock que arrancavam em ideias do jazz (como Soft Machine, o Colosseum, Caravan, Nucleus, Chicago, Spirit e Frank Zappa) virou a mistura dos dois estilos com instrumentos elétricos Desde rochk frequentemente enfatizado franqueza e simplicidade sobre o virtuosismo, jazz-rock em geral cresceu a partir dos mais artisticamente ambicioso subgêneros do rock dos anos 1960 e início dos anos 70: psicodelia, rock progressivo, e o movimento cantor/compositor." As sessões de Miles Davis do Bitches Brew, gravadas em agosto de 1969 e lançado no ano seguinte, sempre batida do balanço do jazz em sua maioria abandonados em favor de um estilo-rock ancorado por batida de baixo elétrico de grooves. A gravação "...free jazz misturado soprando por um grande conjunto com teclados eletrônicos e guitarra, além de um mix denso de percussão." Davis também contou com a influência do rock tocando seu trompete através de efeitos eletrônicos e pedais. Enquanto o álbum deu Davis um disco de ouro, o uso de instrumentos elétricos e batidas de rock criado uma grande quantidade de consternação entre alguns críticos de jazz mais conservadores.

### Filme
A contracultura não só foi afetada pelo cinema, mas também foi fundamental para a disponibilização de conteúdo relevante e talento para a indústria cinematográfica. Bonnie e Clyde atingiu um acorde com a juventude como "a alienação dos jovens na década de 1960 foi comparável à imagem direta de 1930." Filmes desta época também se concentraram sobre as mudanças que acontecem no mundo. Um sinal disso foi a visibilidade que a subcultura hippie adquirida em vários mainstream e media subterrâneo. Os filmes exploitation hippie são filmes exploitation de 1960, sobre a contracultura hippie com situações estereotipadas associadas com o movimento da maconha e consumo de LSD, sexo e festas psicodélicas selvagens. Exemplos incluem o The Love-ins, Psych-Out, The Trip, e Wild in the Streets... O musical Hair chocaram o público do palco com a nudez frontal completa. Dennis Hopper de "Road Trip" e aventura Easy Rider (1969) tornou-se aceito como um dos filmes marcaram época. Medium Cool retratado na Convenção Democrata de 1968 ao lado dos motins da polícia de Chicago de 1968, o que levou a que fosse rotulado como "uma fusão de cinema vérité e radicalismo político". Uma tentativa de filme-estúdio para lucrar com a tendência hippie em 1968 de Psych-Out, que está em contraste com a versão cinematográfica de Arlo Guthrie o Alice's Restaurant,, que alguns dizem que retratou a geração como "condenada". A música da época foi representada por filmes como Woodstock de 1970 , um documentário sobre o festival de música. (Veja também: Lista de filmes relacionados com a subcultura hippie)
Na França, a New Wave foi um termo global cunhado por críticos para um grupo de cineastas franceses do final dos anos 1950 e 1960, influenciado pelo neo-realismo italiano e cinema clássico de Hollywood. Embora nunca tenha sido um movimento organizado formalmente, os cineastas New Wave foram ligadas por sua rejeição consciente de forma cinematográfica clássica e seu espírito jovem de iconoclastia, é um exemplo de cinema de arte europeu. Muitos também envolvido no seu trabalho com as convulsões sociais e políticas da época, fazendo seus experimentos radicais com a edição, estilo visual e narrativa parte de uma quebra geral com o paradigma conservador. A Left Bank, ou Rive Gauche, o grupo é um contingente de cineastas associados à Nouvelle Vague francesa, identificado pela primeira vez como tal por Richard Roud. O grupo correspondente "right bank" é constituído de diretores mais famosos e bem sucedidos financeiramente da New Wave, associados com Cahiers du cinéma (Claude Chabrol, François Truffaut e Jean-Luc Godard).. Os diretores Left Bank incluem Chris Marker, Alain Resnais e Agnès Varda. Roud descreveu um gosto distintivo "para um tipo de vida boêmia e uma impaciência com a conformidade da Left Bank, um alto grau de envolvimento na literatura e nas artes plásticas, e uma consequente interesse no filme experimental", bem como uma identificação com a esquerda política. Outro filme "new waves" com todo o mundo associado com a década de 1960 são Novo Cinema Alemão, Nova Onda Checoslováquia, Cinema Novo brasileiro e Nova Onda japonesa. Durante os anos 1960, o termo "cinema de arte" começou a ser muito mais amplamente utilizado nos Estados Unidos do que na Europa. E nos EUA, o termo é muitas vezes definido de forma muito ampla, para incluir em língua estrangeira (não inglesa) filmes "de autor", filmes independentes, filmes experimentais, documentários e curtas. No "cinema de arte" dos anos 1960 tornou-se um eufemismo como os EUA para filmes B italianos e franceses picantes. Na década de 1970, o termo foi usado para descrever filmes europeus sexualmente explícitos com estrutura artística, como o filme sueco I Am Curious (Yellow). A década de 1960 foi um período importante no cinema de arte; o lançamento de uma série de filmes inovadores que dão origem ao cinema de arte europeu, que tinha traços contraculturais em cineastas como Michelangelo Antonioni, Federico Fellini, Pier Paolo Pasolini, Luis Buñuel e Bernardo Bertolucci.

### Tecnologia
Em seu 1986 ensaio ""From Satori to Silicon Valley", historiador cultural Theodore Roszak apontou que a Apple Computer emergiu de dentro da contracultura costa oeste. Roszak descreve o desenvolvimento do computador da Apple, e a evolução de 'os dois Steves' (Steve Wozniak e Steve Jobs, os desenvolvedores da Apple) para empresários. Como eles, muitos no início da computação e pioneiros da rede - depois de descobrir LSD e vagando pelos campus da UC Berkeley, Stanford e MIT na década de 1960 e início de 1970 - iria surgir a partir desta casta dos "desajustados" sociais para moldar o mundo moderno.

### Religião, espiritualidade e ocultismo
Muitos hippies rejeitaram integrar a organização religiosa em favor de uma experiência espiritual mais pessoal, muitas vezes com base em crenças indígenas e populares. Se eles aderem a crenças tradicionais, hippies eram susceptíveis de abraçar Budismo, Taoísmo, Hinduísmo, Unitário-Universalismo e o Restauracionismo Cristião do Movimento de Jesus. Alguns hippies abraçaram neopaganismo, especialmente Wicca.
Em seu livro de 1991, Hippies and American Values, Timothy Miller descreveu o ethos hippie essencialmente como um "movimento religioso", cujo objetivo era o de transcender as limitações das instituições religiosas tradicionais. "Como muitas religiões dissidentes, os hippies eram extremamente hostis às instituições religiosas da cultura dominante, e eles tentaram encontrar novas e formas adequadas de fazer as tarefas das religiões dominantes não conseguiram realizar." Em sua obra seminal, contemporânea ,The Hippie Trip, autor Lewis Yablonsky observa que aqueles que foram os mais respeitados em definições hippies eram os líderes espirituais, os chamados "sacerdotes" que surgiram durante essa época.
Um desses hippies "sumo sacerdote" foi professor na Universidade Estadual de São Francisco; Stephen Gaskin. Começando em 1966, Gaskin do "Monday Night Class" eventualmente ultrapassou a sala de aula, e atraiu 1.500 seguidores hippies em uma discussão aberta sobre os valores espirituais, desenho de cristãos, budistas, e os ensinamentos hindus. Em 1970 Gaskin fundou uma comunidade Tennessee chamado The Farm, e ele ainda lista a sua religião como "Hippie".."

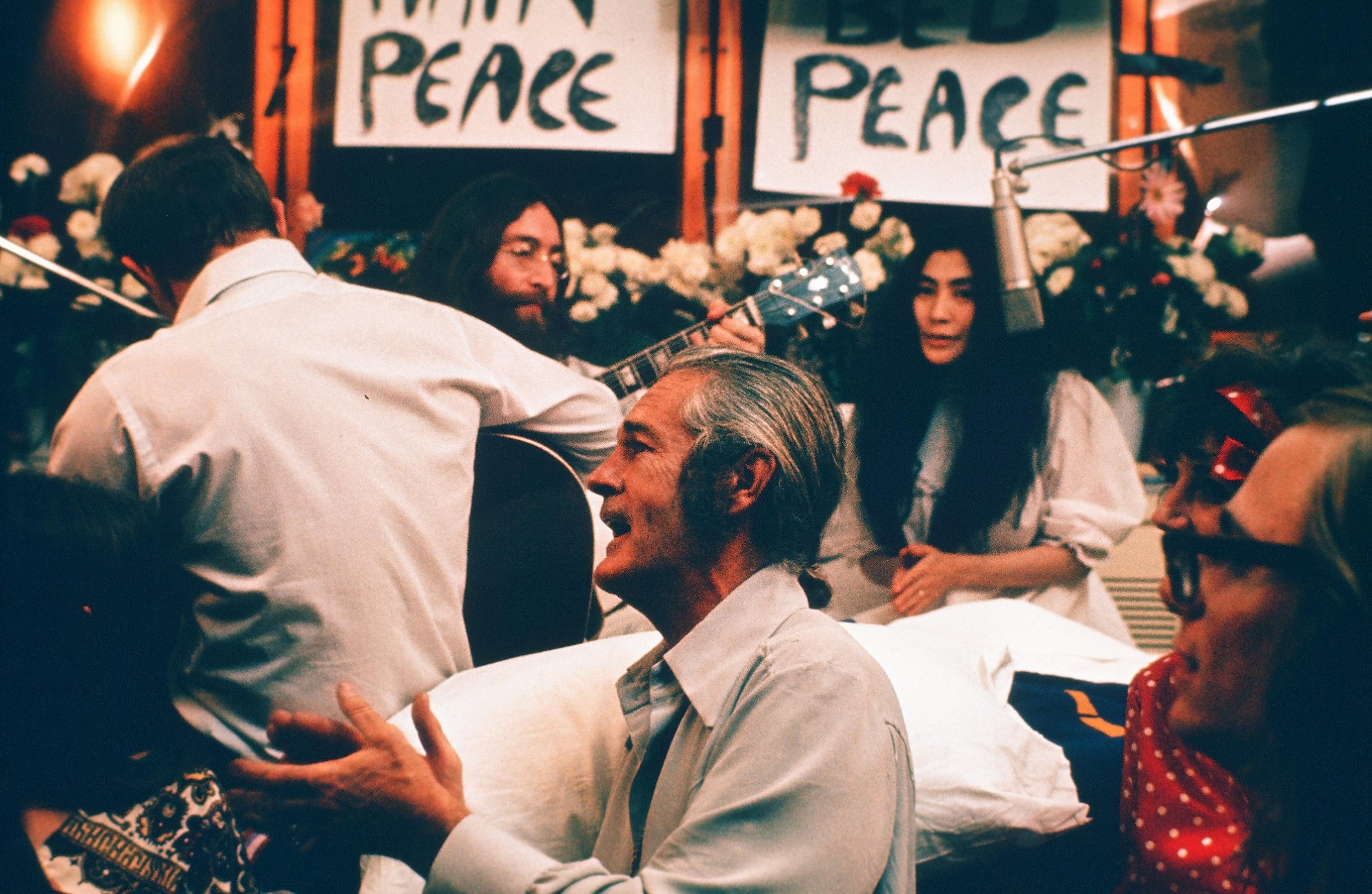
Gravação de "Give Peace a Chance". Esquerda para a direita: Rosemary Leary (face não visível), Tom Smothers (de costas para a câmera), John Lennon, Timothy Leary, Yoko Ono, Judy Marcioni e Paul Williams, 1 de junho de 1969

Timothy Leary foi um psicólogo e escritor estadunidense, conhecido por sua defesa das drogas psicodélicas. Em 19 de setembro de 1966, Leary fundou a Liga da Descoberta Espiritual, uma religião que declara LSD como seu santo sacramento, em parte como uma tentativa mal sucedida para manter o status legal para o uso de LSD e outros psicodélicos para os adeptos das religiões com base em um argumento de "liberdadereligiosa". O The Psychedelic Experience foi a inspiração para a canção de John Lennon "Tomorrow Never Knows" no álbum Revolver, dos Beatles. Ele publicou um panfleto em 1967 chamado Start Your Own Religion para incentivar exatamente isso (ver adiante "escritos") e foi convidados a participar em 14 de janeiro de 1967 do Human Be-In uma reunião de 30 000 hippies no Golden Gate Park de São Francisco ao falar ao grupo, ele cunhou a famosa frase "Turn on, tune in, drop out".
O Principia Discordia é o texto fundador da discordianismo escrito por Gregory Hill (Malaclypse the Younger) e Kerry Wendell Thornley (Lord Omar Khayyam Ravenhurst). Foi originalmente publicado sob o título "Principia Discordia ou How the West Was Lost" em uma edição limitada de cinco exemplares em 1965. O título, que significa literalmente "Princípios discordantes", está em sintonia com a tendência do latim a preferir arranjos gramaticais hipotáticos . Em inglês, seria de esperar que o título seria "Principles of Discord."
O mago inglês Aleister Crowley tornou-se um ícone influente para os novos movimentos espirituais alternativas da década, bem como para músicos de rock. Os Beatles incluiu-o como uma das muitas figuras na manga capa do seu álbum de 1967 Sgt. Pepper's Lonely Hearts Club Band enquanto Jimmy Page, guitarrista e co-fundador da banda de 1970 de rock Led Zeppelin foi fascinado por Crowley, e possuía algumas de suas roupas, manuscritos e objetos rituais, e durante a década de 1970 comprou Boleskine House, que também aparece em filme da banda The Song Remains the Same (filme)|The Song Remains the Same]]. Na contracapa do álbum 13 do Doors, Jim Morrison e os outros membros do Doors são mostrados posando com um busto de Aleister Crowley. Timothy Leary reconheceu abertamente a inspiração de Crowley.

## A crítica e legado

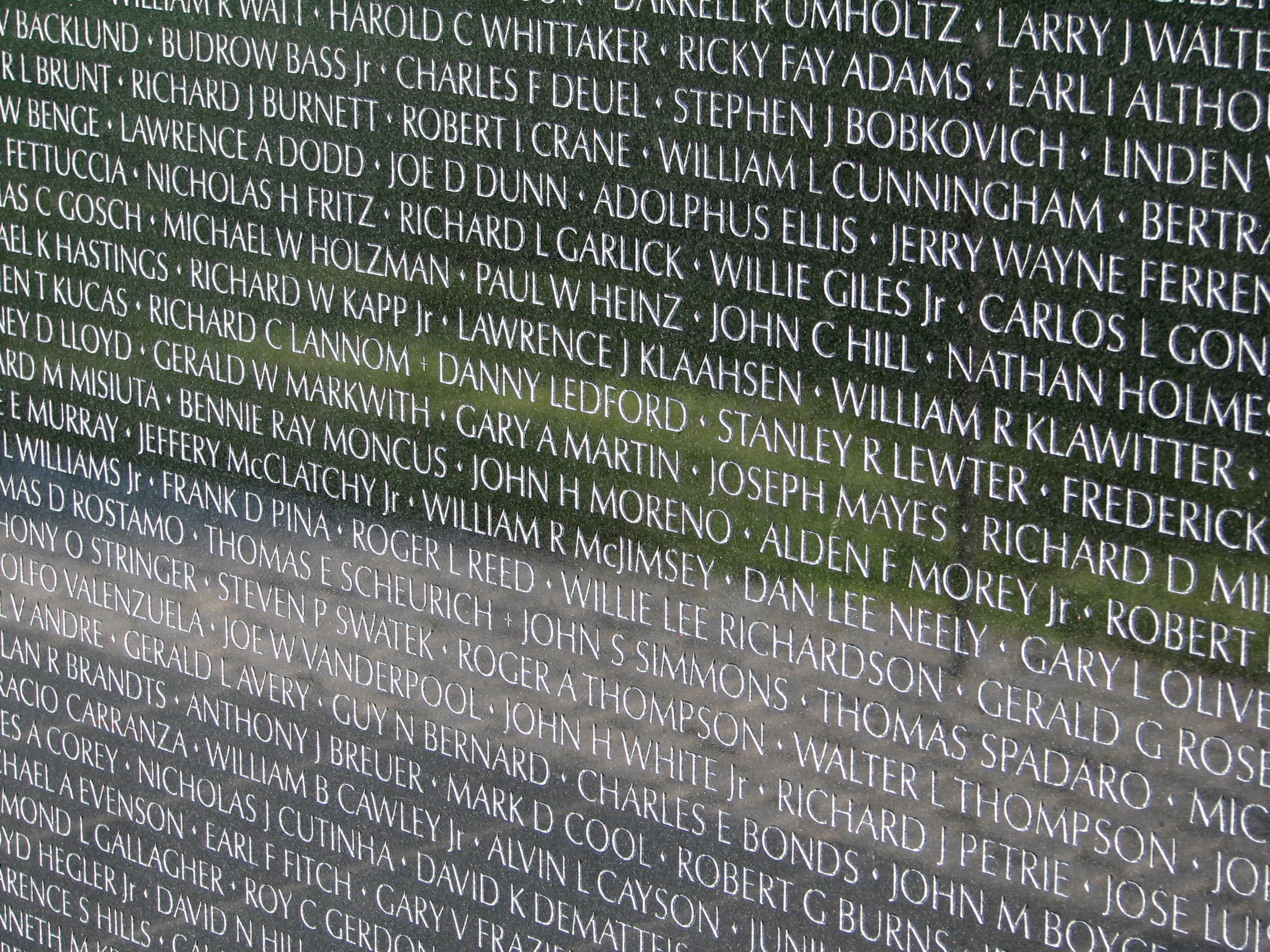
Um pequeno segmento do "Muro" no Monumento aos Veteranos do Vietname listando os nomes dos mortos da guerra cerca de 60.000 estadunidenses

O impacto duradouro, incluindo consequências não intencionais, produção criativa e legado geral da era contracultura continua a ser discutido ativamente, debatido, desprezado e celebrado.
Mesmo as noções de quando a contracultura subsumido na Geração Beat, quando deu lugar à geração sucessora, e o que aconteceu entre eles estão abertos para o debate. De acordo com a notável UK Underground e autor da contracultura Barry Miles, "Pareceu-me que a dos anos setenta foi quando a maioria das coisas que as pessoas atribuem aos anos sessenta realmente aconteceu: esta foi a era dos extremos, as pessoas tomaram mais drogas, tinham um cabelo mais longo, roupas mais estranhas, teve mais sexo, protestou mais violentamente e encontrou mais oposição do estabelecimento. era a época do sexo, drogas e rock'n'roll como disse Ian Dury. A contracultura da explosão na década de 1960 realmente só envolveu algumas milhares de pessoas no Reino Unido,e talvez, dez vezes maior que nos EUA - em grande parte por causa da oposição à guerra do Vietnã, enquanto que nos anos setenta as ideias se espalharam para fora através (sic) do mundo.
A unidade de ensino da Universidade de Columbia sobre as notas da contracultura era: "Embora os historiadores discordam sobre a influência da contracultura na política e na sociedade norte-americana, a maioria descreve a contracultura em termos semelhantes. Praticamente todos os autores, por exemplo, à direita, Robert Bork, em Slouching Towards Gomorrah: Modern Liberalism and American Decline (New York: Regan Books, 1996) e, na esquerda, Todd Gitlin em The Sixties: Years of Hope, Days of Rage (New York: Bantam Books, 1987) - characteriza a contracultura como auto-indulgente, infantil, irracional, narcisista, e até mesmo perigoso. mesmo assim, muitos historiadores liberais e de esquerda encontrar elementos construtivos na mesma, enquanto aqueles à direita tendem a não".

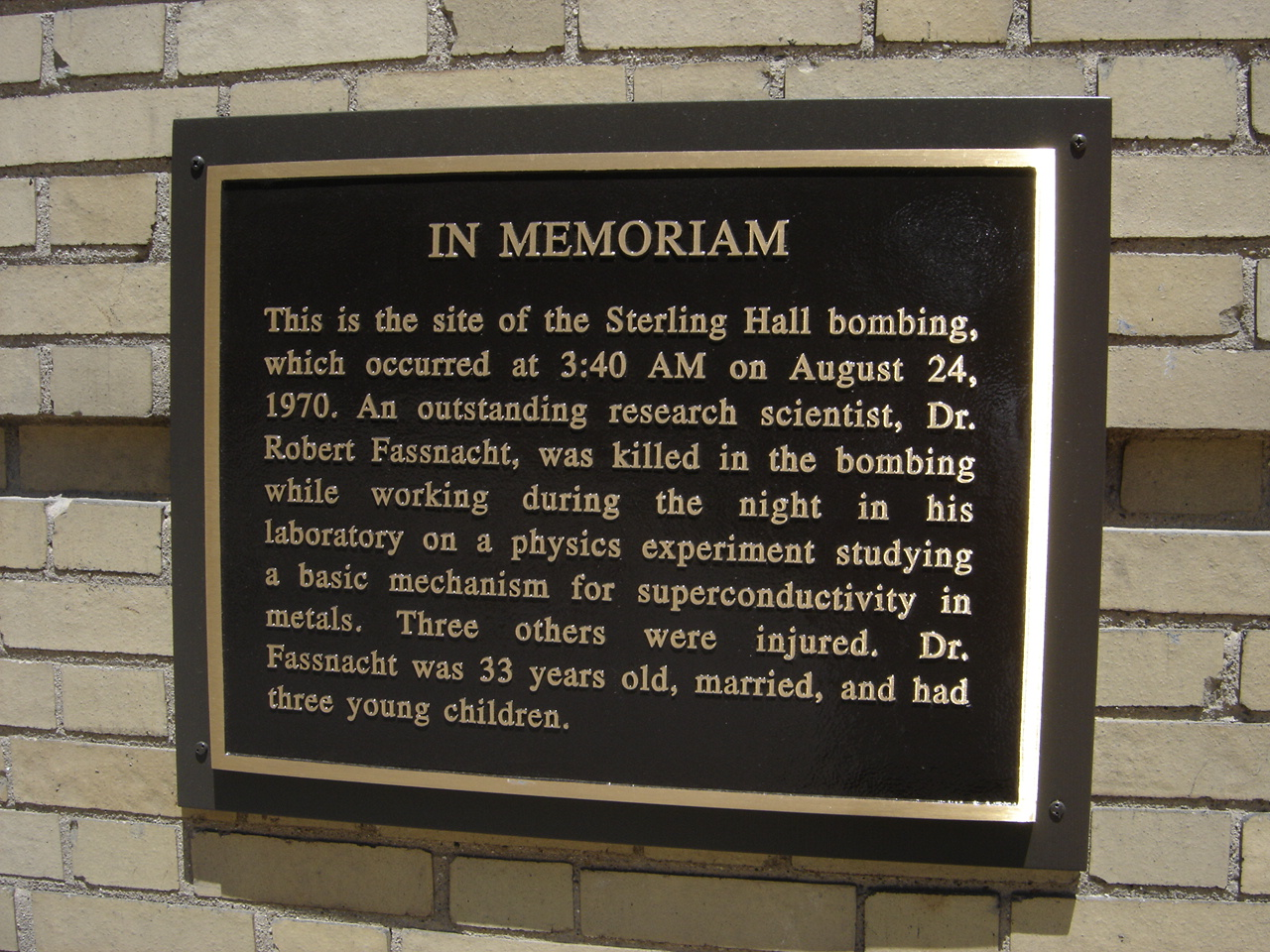
A placa em homenagem às vítimas do bombardeio em Sterling Hall, agosto de 1970, na Universidade de Wisconsin, Madison

A lenda do cinema John Wayne equiparando aspectos da década de 1960, aos programas sociais com o aumento do estado de bem-estar, "...Eu sei tudo sobre isso. No final dos anos vinte, quando eu estava no segundo ano na USC, eu era um socialista de mim mesmo, mas não quando eu saí. O garoto universitário que idealisticamente, desejava que todos pudessem ter sorvete e bolo a cada refeição. Mas, como ele fica mais velho e dá mais atenção às responsabilidades suas e seus companheiros, ele descobre que ele não pode trabalhar dessa maneira— que algumas pessoas simplesmente não carregaram sua carga ...Eu acredito no bem-estar de um programa de trabalho de bem-estar. Eu não acho que um cara deve ser capaz de se sentar em sua parte traseira e receber bem-estar. Eu gostaria de saber por que idiotas bem-educados continuam a pedir desculpas para pessoas preguiçosas e reclamando que pensam que o mundo deve lhes a vida. Eu gostaria de saber por que eles fazem desculpas para covardes que cospem na cara da polícia, em seguida, correr atrás das irmãsjudiciais soluçando. Eu não consigo entender essas pessoas que carregam cartazes para salvar a vida de um criminoso, ainda têm nenhum pensamento para a vítima inocente. "
O ex-democrata liberal Ronald Reagan, que mais tarde tornou-se um governador conservador da Califórnia e 40th Presidente dos os EUA, comentou sobre um grupo de manifestantes carregando cartazes, "O último grupo de piquetes foram carregando cartazes que diziam" Faça amor, não guerra." O único problema foi que eles não pareciam capazes de fazer qualquer um."
A "generation gap" entre os jovens mais ricos e seus pais muitas vezes a pobreza marcante foi um componente crítico da cultura 1960. Em uma entrevista com o jornalista Gloria Steinem durante a campanha presidencial 1968 nos Estados Unidos,logo para ser primeira-dama Pat Nixon expôs o abismo geracional na visão de mundo entre Steinem, 20 anos mais jovem, e ela mesma após Steinem sondou Sra Nixon com a sua juventude, modelos de função e estilo de vida. Uma criança vísivel da Grande Depressão, Pat Nixon disse a Steinem, "Eu nunca tive tempo para pensar sobre coisas como essa, que eu queria ser, ou que eu admirava, ou para ter ideias. Eu nunca tive tempo para sonhar sobre ser qualquer um outra coisa. Eu tive que trabalhar. Eu não apenas sentei e pensei em mim ou minhas ideias ou o que eu queria fazer ...Eu continuei trabalhando. Eu não tenha tempo para se preocupar com quem eu admiro ou que me identifico. Eu nunca tive uma vida fácil. Eu não sou nada como você...todas aquelas pessoas que tiveram uma vida fácil."
Em termos econômicos, tem sido alegado que a contracultura realmente só ascendeu a criação de novos segmentos de marketing para a multidão "hip".
Mesmo antes de o movimento de contracultura atingir o seu pico de influência, o conceito da adoção de políticas socialmente responsáveis pelas corporações establishment foi discutido pelo economista e prêmio Nobel Milton Friedman (1962), "Poucas tendências poderiam tão completamente minar o próprio fundamento de nossa livre sociedade como a aceitação pelos funcionários corporativos de uma responsabilidade social que não seja para ganhar tanto dinheiro para seus acionistas quanto possível. Esta é uma doutrina fundamentalmente subversiva. Se os empresários têm uma responsabilidade social à exceção de fazer o máximo de lucros para os acionistas, como é que irão saber o que é? Pode particulares auto selecionados deciderem que o interesse social é? "
No Reino Unido, o comentarista Peter Hitchens identifica a contracultura como um dos fatores que contribuíram para que ele visse o mal-estar atual na política britânica.
Em 2003, o autor e ex-ativista da liberdade de expressão Greil Marcus disse "O que aconteceu há quatro décadas é história. Não é apenas um pontinho na história das tendências. Quem aparece em uma marcha contra a guerra no Iraque, ele sempre ocorre com uma memória na eficácia e alegria e gratificação de protestos semelhantes que ocorreram em anos anteriores...não importa que não há contracultura, porque contracultura do passado dá às pessoas uma sensação de que a sua própria diferença importa."
Quando perguntado sobre as perspectivas do movimento da contracultura avançar na era digital, o ex-letrista do Grateful Dead e auto-denominado "cyberlibertario" John Perry Barlow disse: "Eu comecei como um beatnik na adolescência, em seguida, tornou-me um hippie, em seguida, tornou-me um cyberpunk. E agora eu ainda sou um membro da contracultura, mas eu não sei como chamar isso. E eu estava inclinado a pensar que isso era uma coisa boa, porque uma vez que a contracultura na América recebe um nome, então o mídia pode adotá-la, e a indústria de publicidade pode transformá-la em um florete de marketing. Mas você sabe, agora eu não tenho certeza de que é uma coisa boa, porque não temos qualquer bandeira para reunir ao redor. Sem um nome não pode haver nenhum movimento coerente."
O defensor da liberdade de expressão e antropólogo social Jentri Anders, observou que uma série de liberdades foram aprovadas dentro da comunidade da contracultural em que viveu e estudou: "liberdade para explorar o potencial da pessoa, a liberdade para criar o próprio ser, a liberdade de expressão pessoal, a liberdade de programação, a liberdade dos papéis rigidamente definidos e estados hierárquicos..."Além disso, Anders acreditou alguns na contracultura desejavam modificar a educação das crianças para que elas não desanimem, mas sim sejam encorajadas", senso estético, amor pela natureza, paixão pela música, o desejo para a reflexão, ou a independência fortemente marcada.".
Em 2007, Merry Prankster Carolyn "Mountain Girl" Garcia comentou: "Vejo restos de que o movimento em todos os lugares É uma espécie de como as nozes em Ben e Jerry sorvete -- É tão completamente misturadas, nós torcemos pela expectativa. O bom é que a excentricidade não é mais tão estranha. Temos abraçado diversidade de muitas maneiras neste país. Eu acho que nós fizemos um tremendo serviço."

## Figuras chave
As seguintes pessoas são bem conhecidos por seu envolvimento em 1960 na era da contracultura. Alguns são chaves incidentais ou figuras contextuais, tais como figuras da Geração Beat que também participaram diretamente na era da contracultura mais tarde. A principais área(s) de cada figura notabilidade são indicadas, por páginas da Wikipedia dessas figuras. Esta seção não se destina ser exaustiva, mas sim uma amostra representativa de indivíduos ativos dentro de um movimento maior. Embora muitas das pessoas listadas são conhecidos pelo ativismo dos direitos civis, algumas figuras cuja notoriedade primária foi dentro do âmbito do movimento dos direitos civis estão listados em outro lugar. (Ver também: Lista dos líderes dos direitos civis; Figuras chave da Nova Esquerda; Linha do tempo da contracultura dos anos 1960).
- Muhammad Ali (atleta, objetor de consciência)
- Saul Alinsky (autor, ativista)
- Bill Ayers (ativista, professor)
- Joan Baez (músico, ativista)
- Sonny Barger (Hells Angel)
- Walter Bowart (editor de jornal)
- Stewart Brand (ambientalista, autor)
- Lenny Bruce (comediante, crítico social)
- William S. Burroughs (autor)
- George Carlin (comediante, crítico social)
- Rachel Carson (autor, ambientalista)
- Neal Cassady (Feliz Prankster, inspiração literária)
- Cheech & Chong (comediantes, os críticos sociais)
- Peter Coyote (Digger, ator)
- David Crosby (músico)
- Robert Crumb (underground comix artista)
- David Dellinger (pacifista, activista)
- Angela Davis (comunista, ativista)
- Rennie Davis (ativista, organizador da comunidade)
- Emile de Antonio (documentarista)
- Bernardine Dohrn (ativista)
- Bob Dylan (músico)
- Daniel Ellsberg (denunciante)
- Bob Fass (radialista)
- Betty Friedan (feminista, autor)
- Jane Fonda (atriz, ativista)
- Peter Fonda (ator, ativista)
- Jerry Garcia (músico)
- Stephen Gaskin (autor, ativista, hippie)
- Allen Ginsberg (beat poeta, ativista)
- Dick Gregory (comediante, crítico social, autor, ativista)
- Paul Goodman (romancista, dramaturgo, poeta)
- Wavy Gravy (hippie, ativista)
- Bill Graham (promotor de concertos)
- Che Guevara (guerrilha marxista, símbolo revolucionário)
- Alan Haber (ativista)
- Tom Hayden (ativista, político)
- Hugh Hefner (editor)
- Chet Helms (gerente de música, concerto/promotor do evento)
- Jimi Hendrix (músico)
- Abbie Hoffman (Yippie, autor)
- Dennis Hopper (ator, diretor)
- Jack Kerouac (autor, contracultura início crítico)
- Ken Kesey (autor, Merry Prankster)
- Paul Krassner (autor)
- William Kunstler (advogado, ativista)
- Timothy Leary (professor, LSD advogado)
- John Lennon e Yoko Ono (músicos, artistas, ativistas)
- Charles Manson (conspirador para o assassinato em massa)
- Eugene McCarthy (político anti-guerra)
- Michael McClure (poeta)
- Barry Miles (autor, empresário)
- Madalyn Murray O'Hair (ateu, militante)
- Jim Morrison (cantor, compositor, poeta)
- Ralph Nader (advogado do consumidor, autor)
- Graham Nash (músico, ativista)
- Jack Nicholson (roteirista, ator)
- Phil Ochs (protesto/cantor tópica)
- Richard Pryor (comediante, crítico social)
- Jerry Rubin (Yippie, ativista)
- Mark Rudd (ativista)
- Ed Sanders (músico, ativista)
- Mario Savio (liberdade de expressão/ativista direitos dos estudantes)
- John Searle (professor, advogado de liberdade de expressão)
- Pete Seeger (músico, ativista)
- John Sinclair (poeta, ativista)
- Gary Snyder (poeta, escritor, ambientalista)
- Smothers Brothers (músicos, artistas de TV, os ativistas)
- Owsley Stanley (cultura químico de drogas)
- Gloria Steinem (feminista, editor)
- Hunter S. Thompson (jornalista, autor)
- Kurt Vonnegut (autor, pacifista, humanista)
- Andy Warhol (artista)
- Leonard Weinglass (advogado)
- Alan Watts (filósofo)